# Élections départementales de 2015 dans le Pas-de-Calais
Les élections départementales ont lieu les 22 et 29 mars 2015.

## Contexte départemental
Dans une période où le gouvernement est très impopulaire et l'UMP fragilisée en raison des affaires, les élections dans le Pas-de-Calais sont très indécises compte tenu des excellents résultats du FN dans le département aux élections européennes où il obtint 38,9 %. Il se pourrait qu'il n'y ait pas de majorité absolue à l'issue du scrutin.

### Assemblée départementale sortante

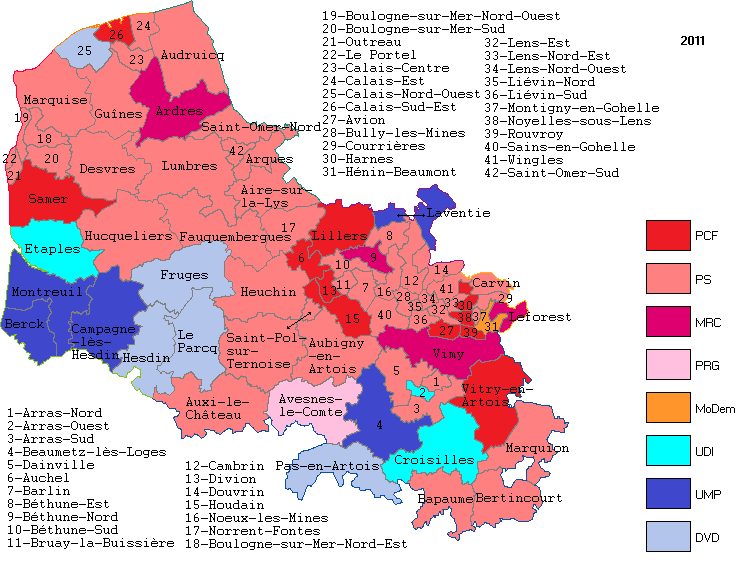
Carte électorale des cantons du Pas-de-Calais en 2011

Avant les élections, le Conseil général du Pas-de-Calais est présidé par Michel Dagbert (PS). Il comprend 77 conseillers généraux issus des 77 cantons du Pas-de-Calais. Après le redécoupage cantonal de 2014, ce sont 78 conseillers départementaux qui seront élus au sein des 39 nouveaux cantons du Pas-de-Calais.
| Parti                                | Sigle | Sigle | Élus |
| ------------------------------------ | ----- | ----- | ---- |
| Majorité (63 sièges)                 |       |       |      |
| Parti socialiste                     |       | PS    | 44   |
| Parti communiste français            |       | PCF   | 11   |
| Mouvement républicain et citoyen     |       | MRC   | 4    |
| Divers gauche                        |       | DVG   | 3    |
| Parti radical de gauche              |       | PRG   | 1    |
| Opposition (13 sièges)               |       |       |      |
| Union pour un mouvement populaire    |       | UMP   | 5    |
| Divers droite                        |       | DVD   | 5    |
| Union des démocrates et indépendants |       | UDI   | 3    |
| Non Inscrit (1 siège)                |       |       |      |
| Mouvement démocrate                  |       | MoDem | 1    |
| Président du conseil général         |       |       |      |
| Michel Dagbert (PS)                  |       |       |      |

### Assemblée départementale élue
| Parti                                | Sigle | Sigle | Élus |
| ------------------------------------ | ----- | ----- | ---- |
| Majorité (40 sièges)                 |       |       |      |
| Parti socialiste                     |       | PS    | 30   |
| Parti communiste français            |       | PCF   | 4    |
| Mouvement républicain et citoyen     |       | MRC   | 3    |
| Divers gauche                        |       | DVG   | 2    |
| Parti radical de gauche              |       | PRG   | 1    |
| Opposition (38 sièges)               |       |       |      |
| Union pour un mouvement populaire    |       | UMP   | 10   |
| Divers droite                        |       | DVD   | 9    |
| Union des démocrates et indépendants |       | UDI   | 7    |
| Front national                       |       | FN    | 12   |
| Président du conseil départemental   |       |       |      |
| Michel Dagbert (PS)                  |       |       |      |

## Résultats à l'échelle du département

### Résultats par nuances du ministère de l'Intérieur
Les nuances utilisées par le ministère de l'Intérieur ne tiennent pas compte des alliances locales.
| Binômes        | Binômes            | Premier tour | Premier tour | Second tour | Second tour | Sièges |
| Binômes        | Binômes            | Voix         | %            | Voix        | %           | Sièges |
| -------------- | ------------------ | ------------ | ------------ | ----------- | ----------- | ------ |
|                | PS                 | 89 190       | 16,69        | 117 603     | 23,09       | 22     |
|                | Union de la gauche | 57 463       | 10,76        | 42 730      | 8,39        | 12     |
|                | FG                 | 22 748       | 4,26         | 13 694      | 2,69        | 4      |
|                | PCF                | 16 625       | 3,11         | 12 764      | 2,51        | 0      |
|                | DVG                | 14 454       | 2,71         | 13 538      | 2,66        | 2      |
|                | EÉLV               | 13 991       | 2,62         |             |             |        |
|                | PG                 | 662          | 0,12         |             |             |        |
| Gauche         | Gauche             | 215 133      | 40,27        | 200 329     | 39,34       | 40     |
|                |                    |              |              |             |             |        |
|                | FN                 | 190 323      | 35,62        | 211 281     | 41,48       | 12     |
|                | EXD                | 466          | 0,09         |             |             |        |
| Extrême droite | Extrême droite     | 190 789      | 35,71        | 211 281     | 41,48       | 12     |
|                |                    |              |              |             |             |        |
|                | Union de la droite | 91 437       | 17,11        | 72 372      | 14,21       | 18     |
|                | DVD                | 23 679       | 4,43         | 19 419      | 3,81        | 6      |
|                | UMP                | 7 406        | 1,39         | 5 919       | 1,16        | 2      |
|                | DLF                | 1 954        | 0,37         |             |             |        |
|                | UDI                | 1 429        | 0,27         |             |             |        |
|                | UC                 | 1 361        | 0,25         |             |             |        |
| Droite         | Droite             | 127 266      | 23,82        | 111 666     | 19,18       | 26     |
|                |                    |              |              |             |             |        |
|                | Divers             | 1 070        | 0,20         |             |             |        |
|                |                    |              |              |             |             |        |
| Inscrits       | Inscrits           | 1 085 420    | 100,00       | 1 060 856   | 100,00      |        |
| Abstentions    | Abstentions        | 523 086      | 48,19        | 509 286     | 48,01       |        |
| Votants        | Votants            | 562 334      | 51,81        | 551 570     | 51,99       |        |
| Blancs         | Blancs             | 18 120       | 3,22         | 27 144      | 4,92        |        |
| Nuls           | Nuls               | 9 956        | 1,77         | 15 106      | 2,74        |        |
| Exprimés       | Exprimés           | 534 258      | 95,01        | 509 320     | 92,34       |        |

#### Chiffres départementaux
| Partis               | Partis                    | Premier tour | Premier tour | Premier tour | Premier tour | Premier tour | Second tour | Second tour | Second tour | Second tour | Second tour | Sièges | Sièges     |
| Partis               | Partis                    | 2008/2011    | %            | 2015         | %            | +/-          | 2008/2011   | %           | 2015        | %           | +/-         | Total  | +/-        |
| -------------------- | ------------------------- | ------------ | ------------ | ------------ | ------------ | ------------ | ----------- | ----------- | ----------- | ----------- | ----------- | ------ | ---------- |
|                      | PS - MRC - PRG            | 232 682      | 39,51        | 146 695      | 27,46        | 12,05        | 174 252     | 46,08       | 160 333     | 31,48       | 14,60       | 34     | 16         |
|                      | Front de gauche (PCF, PG) | 78 750       | 13,37        | 42 834       | 8,02         | 5,35         | 51 865      | 13,72       | 26 458      | 5,19        | 8,53        | 4      | 7          |
|                      | EÉLV - Écologistes        | 32 145       | 5,46         | 15 193       | 2,84         | 2,62         | 0           | 0           | 0           | 0           | stagnation  | 0      | stagnation |
|                      | Divers gauche             | 17 283       | 2,93         | 10 453       | 1,96         | 0,97         | 7 039       | 1,86        | 13 538      | 2,66        | 0,80        | 2      | 1          |
| Total gauche         | Total gauche              | 360 860      | 61,28        | 215 175      | 40,28        | 21,00        | 233 156     | 61,66       | 200 329     | 39,33       | 22,33       | 40     | 24         |
|                      |                           |              |              |              |              |              |             |             |             |             |             |        |            |
|                      | UMP - UDI - MoDem         | 85 073       | 14,45        | 122 422      | 22,91        | 8,46         | 61 392      | 16,23       | 97 741      | 19,19       | 2,96        | 26     | 13         |
|                      | Divers droite - DLF       | 52 182       | 8,86         | 5 854        | 1,10         | 7,76         | 32 478      | 8,59        | 0           | 0           | 8,59        | 0      | stagnation |
| Total droite         | Total droite              | 137 255      | 23,31        | 128 276      | 24,01        | 0,70         | 93 870      | 24,82       | 97 741      | 19,19       | 5,63        | 26     | 13         |
|                      |                           |              |              |              |              |              |             |             |             |             |             |        |            |
|                      | Front national            | 90 343       | 15,34        | 190 341      | 35,63        | 20,29        | 51 126      | 13,52       | 211 250     | 41,48       | 27,96       | 12     | 12         |
|                      | Parti de la France        | 253          | 0,04         | 466          | 0,09         | 0,05         | 0           | 0           | 0           | 0           | stagnation  | 0      | stagnation |
| Total extrême droite | Total extrême droite      | 90 596       | 15,38        | 190 807      | 35,71        | 20,33        | 51 126      | 13,52       | 211 250     | 41,48       | 27,96       | 12     | 12         |
|                      |                           |              |              |              |              |              |             |             |             |             |             |        |            |
|                      | POI - LO                  | 154          | 0,03         | 0            | 0            | 0,03         | 0           | 0           | 0           | 0           | stagnation  | 0      | stagnation |
| Total extrême gauche | Total extrême gauche      | 154          | 0,03         | 0            | 0            | 0,03         | 0           | 0           | 0           | 0           | stagnation  | 0      | stagnation |
|                      |                           |              |              |              |              |              |             |             |             |             |             |        |            |
| Inscrits             | Inscrits                  | 1 083 123    | 100,0        | 1 085 420    | 100,0        |              | 818 498     | 100,0       | 1 060 856   | 100,0       |             |        |            |
| Abstention           | Abstention                | 467 612      | 43,17        | 523 086      | 48,19        |              | 401 757     | 49,08       | 509 286     | 48,01       |             |        |            |
| Votants              | Votants                   | 615 511      | 56,83        | 562 334      | 51,81        |              | 411 741     | 50,30       | 551 570     | 51,99       |             |        |            |
| Blancs et nuls       | Blancs et nuls            | 26 646       | 4,33         | 28 076       | 4,99         |              | 33 589      | 8,16        | 42 250      | 7,66        |             |        |            |
| Exprimés             | Exprimés                  | 588 865      | 95,67        | 534 258      | 95,01        |              | 378 152     | 91,84       | 509 320     | 92,34       |             |        |            |

### Élection du président du conseil départemental
L'élection du président du conseil départemental du Pas-de-Calais a eu lieu le jeudi 2 avril 2014. Le président sortant, Michel Dagbert, est réélu au premier tour de scrutin avec 40 voix, soit 22 de moins que lors de l'élection de Dominique Dupilet en 2011.
| Candidats       | Parti | Parti | Premier tour | Premier tour |
| Candidats       | Parti | Parti | Voix         | %            |
| --------------- | ----- | ----- | ------------ | ------------ |
| Michel Dagbert* |       | PS    | 40           | 51,28        |
| Michel Petit    |       | UMP   | 26           | 33,33        |
| José Évrard     |       | FN    | 12           | 15,38        |

*Président sortant

### Résultats par cantons
| Canton                      | Conseiller sortant      | Parti                 | Parti         | Conseiller élu               | Parti             | Parti             |
| --------------------------- | ----------------------- | --------------------- | ------------- | ---------------------------- | ----------------- | ----------------- |
| Aire-sur-la-Lys             | Jean-Claude Dissaux     |                       | DVG           | Jean-Claude Dissaux          |                   | DVG               |
| Aire-sur-la-Lys             | Jean-Claude Dissaux     | Florence Wozny        | DVG           |                              | DVG               |                   |
| Ardres                      | Ludovic Loquet          |                       | MRC           | Cantons supprimés            | Cantons supprimés | Cantons supprimés |
| Arques                      | Michel Lefait*          |                       | PS            | Cantons supprimés            | Cantons supprimés | Cantons supprimés |
| Arras-Nord                  | Nicolas Desfachelle*    |                       | DVG           | Cantons supprimés            | Cantons supprimés | Cantons supprimés |
| Arras-Ouest                 | Denise Bocquillet       |                       | UDI           | Cantons supprimés            | Cantons supprimés | Cantons supprimés |
| Arras-Sud                   | Jean-Louis Cottigny     |                       | PS            | Cantons supprimés            | Cantons supprimés | Cantons supprimés |
| Arras-1                     | Cantons créés           | Cantons créés         | Cantons créés | Denise Bocquillet            |                   | UDI               |
| Arras-1                     | Cantons créés           | Cantons créés         | Cantons créés | Daniel Damart                |                   | DVD               |
| Arras-2                     | Cantons créés           | Cantons créés         | Cantons créés | Emmanuelle Lapouille         |                   | UMP               |
| Arras-2                     | Cantons créés           | Cantons créés         | Cantons créés | Alexandre Malfait            |                   | UDI               |
| Arras-3                     | Cantons créés           | Cantons créés         | Cantons créés | Maryse Cauwet                |                   | PS                |
| Arras-3                     | Cantons créés           | Cantons créés         | Cantons créés | Jean-Louis Cottigny          |                   | PS                |
| Aubigny-en-Artois           | Jean-Michel Desailly*   |                       | PS            | Canton supprimé              | Canton supprimé   | Canton supprimé   |
| Auchel                      | René Hocq               |                       | PCF           | Ludovic Guyot                |                   | PCF               |
| Auchel                      | René Hocq               | Danièle Seux          | PCF           |                              | PCF               |                   |
| Audruicq                    | Olivier Majewicz        |                       | PS            | Canton supprimé              | Canton supprimé   | Canton supprimé   |
| Auxi-le-Château             | Henri Dejonghe          |                       | PS            | Florence Barbry              |                   | DVD               |
| Auxi-le-Château             | Henri Dejonghe          | Robert Therry         | PS            |                              | DVD               |                   |
| Avesnes-le-Comte            | Jean-Pierre Defontaine* |                       | PRG           | Maryse Delassus              |                   | UMP               |
| Avesnes-le-Comte            | Jean-Pierre Defontaine* | Michel Petit          | PRG           |                              | UMP               |                   |
| Avion                       | Jean-Marc Tellier       |                       | PCF           | Audrey Dautriche             |                   | PCF               |
| Avion                       | Jean-Marc Tellier       | Jean-Marc Tellier     | PCF           |                              | PCF               |                   |
| Bapaume                     | Véronique Thiébaut      |                       | PS            | Évelyne Dromart              |                   | DVD               |
| Bapaume                     | Véronique Thiébaut      | Bruno Duvergé         | PS            |                              | UDI               |                   |
| Barlin                      | Michel Dagbert          |                       | PS            | Cantons supprimés            | Cantons supprimés | Cantons supprimés |
| Beaumetz-lès-Loges          | Michel Petit            |                       | UMP           | Cantons supprimés            | Cantons supprimés | Cantons supprimés |
| Berck                       | Bruno Cousein           |                       | UMP           | Bruno Cousein                |                   | UMP               |
| Berck                       | Bruno Cousein           | Maryse Jumez          | UMP           |                              | UMP               |                   |
| Bertincourt                 | Jean-Claude Hoquet*     |                       | PS            | Cantons supprimés            | Cantons supprimés | Cantons supprimés |
| Béthune-Est                 | Raymond Gaquère         |                       | PS            | Cantons supprimés            | Cantons supprimés | Cantons supprimés |
| Béthune-Nord                | Isabelle Péru*          |                       | MRC           | Cantons supprimés            | Cantons supprimés | Cantons supprimés |
| Béthune-Sud                 | Alain Delannoy          |                       | PS            | Cantons supprimés            | Cantons supprimés | Cantons supprimés |
| Béthune                     | Cantons créés           | Cantons créés         | Cantons créés | Alain Delannoy               |                   | PS                |
| Béthune                     | Cantons créés           | Cantons créés         | Cantons créés | Nathalie Delbart             |                   | MRC               |
| Beuvry                      | Cantons créés           | Cantons créés         | Cantons créés | Raymond Gaquère              |                   | PS                |
| Beuvry                      | Cantons créés           | Cantons créés         | Cantons créés | Emmanuelle Laveugle          |                   | PS                |
| Boulogne-sur-Mer-Nord-Est   | Claude Allan            |                       | PS            | Cantons supprimés            | Cantons supprimés | Cantons supprimés |
| Boulogne-sur-Mer-Nord-Ouest | Dominique Dupilet*      |                       | PS            | Cantons supprimés            | Cantons supprimés | Cantons supprimés |
| Boulogne-sur-Mer-Sud        | Christian Baly*         |                       | PS            | Cantons supprimés            | Cantons supprimés | Cantons supprimés |
| Boulogne-sur-Mer-1          | Cantons créés           | Cantons créés         | Cantons créés | Claude Allan                 |                   | PS                |
| Boulogne-sur-Mer-1          | Cantons créés           | Cantons créés         | Cantons créés | Mireille Hingrez-Céréda      |                   | PS                |
| Boulogne-sur-Mer-2          | Cantons créés           | Cantons créés         | Cantons créés | Jean-Claude Étienne          |                   | PS                |
| Boulogne-sur-Mer-2          | Cantons créés           | Cantons créés         | Cantons créés | Pascale Lebon                |                   | PS                |
| Brebières                   | Cantons créés           | Cantons créés         | Cantons créés | Bénédicte Messeanne-Grobelny |                   | PS                |
| Brebières                   | Cantons créés           | Cantons créés         | Cantons créés | Pierre Georget               |                   | PRG               |
| Bruay-la-Buissière          | Bernard Cailliau        |                       | PS            | Bernard Cailliau             |                   | PS                |
| Bruay-la-Buissière          | Bernard Cailliau        | Isabelle Levent       | PS            |                              | PS                |                   |
| Bully-les-Mines             | Nicole Gruson           |                       | PS            | Nicole Gruson                |                   | PS                |
| Bully-les-Mines             | Nicole Gruson           | Alain Lefebvre        | PS            |                              | PS                |                   |
| Calais-Centre               | Philippe Vasseur*       |                       | PS            | Cantons supprimés            | Cantons supprimés | Cantons supprimés |
| Calais-Est                  | Serge Péron*            |                       | PS            | Cantons supprimés            | Cantons supprimés | Cantons supprimés |
| Calais-Nord-Ouest           | Michel Hamy             |                       | DVD           | Cantons supprimés            | Cantons supprimés | Cantons supprimés |
| Calais-Sud-Est              | Marcel Levaillant       |                       | PCF           | Cantons supprimés            | Cantons supprimés | Cantons supprimés |
| Calais-1                    | Cantons créés           | Cantons créés         | Cantons créés | Maïté Friscourt              |                   | UMP               |
| Calais-1                    | Cantons créés           | Cantons créés         | Cantons créés | Michel Hamy                  |                   | DVD               |
| Calais-2                    | Cantons créés           | Cantons créés         | Cantons créés | Ludovic Loquet               |                   | MRC               |
| Calais-2                    | Cantons créés           | Cantons créés         | Cantons créés | Caroline Matrat              |                   | PS                |
| Calais-3                    | Cantons créés           | Cantons créés         | Cantons créés | Stéphanie Guizelain          |                   | UDI               |
| Calais-3                    | Cantons créés           | Cantons créés         | Cantons créés | Philippe Mignonnet           |                   | UMP               |
| Cambrin                     | Odette Duriez           |                       | PS            | Cantons supprimés            | Cantons supprimés | Cantons supprimés |
| Campagne-lès-Hesdin         | Ghislain Tétard*        |                       | UMP           | Cantons supprimés            | Cantons supprimés | Cantons supprimés |
| Carvin                      | Daniel Maciejasz        |                       | PS            | Daniel Maciejasz             |                   | PS                |
| Carvin                      | Daniel Maciejasz        | Patricia Rousseau     | PS            |                              | PS                |                   |
| Courrières                  | Jean-Pierre Corbisez    |                       | PS            | Cantons supprimés            | Cantons supprimés | Cantons supprimés |
| Croisilles                  | Bruno Duvergé           |                       | UDI           | Cantons supprimés            | Cantons supprimés | Cantons supprimés |
| Dainville                   | Françoise Rossignol     |                       | PS            | Cantons supprimés            | Cantons supprimés | Cantons supprimés |
| Desvres                     | Claude Prudhomme        |                       | PS            | Pascale Buret                |                   | PS                |
| Desvres                     | Claude Prudhomme        | Claude Prudhomme      | PS            |                              | PS                |                   |
| Divion                      | André Delcourt*         |                       | PCF           | Canton supprimé              | Canton supprimé   | Canton supprimé   |
| Douvrin                     | Frédéric Wallet         |                       | PS            | Odette Duriez                |                   | PS                |
| Douvrin                     | Frédéric Wallet         | Frédéric Wallet       | PS            |                              | PS                |                   |
| Étaples                     | Geneviève Margueritte   |                       | UDI           | Philippe Fait                |                   | UDI               |
| Étaples                     | Geneviève Margueritte   | Geneviève Margueritte | UDI           |                              | UDI               |                   |
| Fauquembergues              | Alain Méquignon         |                       | PS            | Canton supprimé              | Canton supprimé   | Canton supprimé   |
| Fruges                      | Jean-Marie Lubret       |                       | DVD           | Jean-Marie Lubret            |                   | DVD               |
| Fruges                      | Jean-Marie Lubret       | Maïté Massart         | DVD           |                              | DVD               |                   |
| Guînes                      | Hervé Poher*            |                       | DVG           | Canton supprimé              | Canton supprimé   | Canton supprimé   |
| Harnes                      | Yvan Druon*             |                       | PCF           | José Évrard                  |                   | FN                |
| Harnes                      | Yvan Druon*             | Guylaine Jacquart     | PCF           |                              | FN                |                   |
| Hénin-Beaumont              | Jean Urbaniak           |                       | MoDem         | Canton supprimé              | Canton supprimé   | Canton supprimé   |
| Hénin-Beaumont-1            | Cantons créés           | Cantons créés         | Cantons créés | Maryse Poulain               |                   | FN                |
| Hénin-Beaumont-1            | Cantons créés           | Cantons créés         | Cantons créés | François Vial                |                   | FN                |
| Hénin-Beaumont-2            | Cantons créés           | Cantons créés         | Cantons créés | Christopher Szczurek         |                   | FN                |
| Hénin-Beaumont-2            | Cantons créés           | Cantons créés         | Cantons créés | Aurélia Beigneux             |                   | FN                |
| Hesdin                      | Robert Therry           |                       | DVD           | Cantons supprimés            | Cantons supprimés | Cantons supprimés |
| Heuchin                     | Jean-Marie Olivier*     |                       | PS            | Cantons supprimés            | Cantons supprimés | Cantons supprimés |
| Houdain                     | Daniel Dewalle          |                       | PCF           | Cantons supprimés            | Cantons supprimés | Cantons supprimés |
| Hucqueliers                 | Jean Wallon*            |                       | PS            | Cantons supprimés            | Cantons supprimés | Cantons supprimés |
| Laventie                    | Roger Douez*            |                       | UMP           | Cantons supprimés            | Cantons supprimés | Cantons supprimés |
| Leforest                    | Sabine Van Heghe        |                       | MRC           | Cantons supprimés            | Cantons supprimés | Cantons supprimés |
| Lens-Est                    | Charles Depoorter*      |                       | PS            | Cantons supprimés            | Cantons supprimés | Cantons supprimés |
| Lens-Nord-Est               | Marie-Paule Ledent      |                       | PS            | Cantons supprimés            | Cantons supprimés | Cantons supprimés |
| Lens-Nord-Ouest             | Ghislaine Clin*         |                       | PS            | Cantons supprimés            | Cantons supprimés | Cantons supprimés |
| Lens                        | Canton créé             | Canton créé           | Canton créé   | Ariane Blomme                |                   | FN                |
| Lens                        | Canton créé             | Canton créé           | Canton créé   | Hugues Sion                  |                   | FN                |
| Liévin-Nord                 | Michel Lardez*          |                       | PS            | Canton supprimé              | Canton supprimé   | Canton supprimé   |
| Liévin-Sud                  | Laurent Duporge         |                       | PS            | Canton supprimé              | Canton supprimé   | Canton supprimé   |
| Liévin                      | Canton créé             | Canton créé           | Canton créé   | Laurent Duporge              |                   | PS                |
| Liévin                      | Canton créé             | Canton créé           | Canton créé   | Évelyne Nachel               |                   | MRC               |
| Lillers                     | Lucien Andriès*         |                       | PCF           | Jacques Delaire              |                   | FN                |
| Lillers                     | Lucien Andriès*         | Karine Haverlant      | PCF           |                              | FN                |                   |
| Longuenesse                 | Canton créé             | Canton créé           | Canton créé   | Rachid Ben Amor              |                   | DVD               |
| Longuenesse                 | Canton créé             | Canton créé           | Canton créé   | Laurence Delaval             |                   | DVD               |
| Lumbres                     | Jean-Claude Leroy       |                       | PS            | Blandine Drain               |                   | PS                |
| Lumbres                     | Jean-Claude Leroy       | Jean-Claude Leroy     | PS            |                              | PS                |                   |
| Marck                       | Canton créé             | Canton créé           | Canton créé   | Nicole Chevalier             |                   | UMP               |
| Marck                       | Canton créé             | Canton créé           | Canton créé   | Pierre-Henri Dumont          |                   | UMP               |
| Marquion                    | Julien Olivier*         |                       | PS            | Cantons supprimés            | Cantons supprimés | Cantons supprimés |
| Marquise                    | Martial Herbert*        |                       | PS            | Cantons supprimés            | Cantons supprimés | Cantons supprimés |
| Montigny-en-Gohelle         | Jean-Marie Picque*      |                       | PS            | Cantons supprimés            | Cantons supprimés | Cantons supprimés |
| Montreuil                   | Bernard Pion*           |                       | UMP           | Cantons supprimés            | Cantons supprimés | Cantons supprimés |
| Nœux-les-Mines              | Jacques Villedary*      |                       | PS            | Michel Dagbert               |                   | PS                |
| Nœux-les-Mines              | Jacques Villedary*      | Karine Gauthier       | PS            |                              | PS                |                   |
| Norrent-Fontes              | Jacques Napieraj        |                       | PS            | Canton supprimé              | Canton supprimé   | Canton supprimé   |
| Noyelles-sous-Lens          | Bruno Troni             |                       | PCF           | Canton supprimé              | Canton supprimé   | Canton supprimé   |
| Outreau                     | Julien Ledoux*          |                       | PS            | Annie Brunet                 |                   | PS                |
| Outreau                     | Julien Ledoux*          | Sébastien Chochois    | PS            |                              | PS                |                   |
| Le Parcq                    | Jean-Claude Darque*     |                       | DVD           | Cantons supprimés            | Cantons supprimés | Cantons supprimés |
| Pas-en-Artois               | Ernest Auchart          |                       | DVD           | Cantons supprimés            | Cantons supprimés | Cantons supprimés |
| Le Portel                   | Jean-Claude Étienne     |                       | PS            | Cantons supprimés            | Cantons supprimés | Cantons supprimés |
| Rouvroy                     | Dominique Watrin*       |                       | PCF           | Cantons supprimés            | Cantons supprimés | Cantons supprimés |
| Sains-en-Gohelle            | Alain Lefèbvre          |                       | PS            | Cantons supprimés            | Cantons supprimés | Cantons supprimés |
| Saint-Omer-Nord             | Bertrand Petit          |                       | PS            | Cantons supprimés            | Cantons supprimés | Cantons supprimés |
| Saint-Omer-Sud              | Jean-Marie Barbier*     |                       | PS            | Cantons supprimés            | Cantons supprimés | Cantons supprimés |
| Saint-Omer                  | Canton créé             | Canton créé           | Canton créé   | Bertrand Petit               |                   | PS                |
| Saint-Omer                  | Canton créé             | Canton créé           | Canton créé   | Sophie Warot-Lemaire         |                   | PS                |
| Saint-Pol-sur-Ternoise      | Maurice Louf*           |                       | PS            | Claude Bachelet              |                   | UMP               |
| Saint-Pol-sur-Ternoise      | Maurice Louf*           | Ginette Beugnet       | PS            |                              | UDI               |                   |
| Samer                       | Jean-Claude Juda        |                       | PCF           | Cantons supprimés            | Cantons supprimés | Cantons supprimés |
| Vimy                        | Bertrand Alexandre      |                       | MRC           | Cantons supprimés            | Cantons supprimés | Cantons supprimés |
| Vitry-en-Artois             | Martial Stienne*        |                       | PCF           | Cantons supprimés            | Cantons supprimés | Cantons supprimés |
| Wingles                     | Didier Hiel             |                       | PS            | Daisy Duveau                 |                   | FN                |
| Wingles                     | Didier Hiel             | Antoine Ibba          | PS            |                              | FN                |                   |

* Conseillers généraux sortants ne se représentant pas

## Résultats par canton

### Canton d'Aire-sur-la-Lys
Conseiller sortant : Jean-Claude Dissaux (DVG)
| Candidats            | Candidats            | Partis      | Partis      | Premier tour | Premier tour | Second tour | Second tour |
| Candidats            | Candidats            | Partis      | Partis      | Voix         | %            | Voix        | %           |
| -------------------- | -------------------- | ----------- | ----------- | ------------ | ------------ | ----------- | ----------- |
| 1                    | Claudette Matton     |             | PS          | 2 651        | 21,50        |             |             |
| 1                    | Jacques Napieraj*    |             | PS          | 2 651        | 21,50        |             |             |
| 2                    | André Delpouve       |             | UMP         | 2 378        | 19,29        |             |             |
| 2                    | Bernadette Duponchel |             | UMP         | 2 378        | 19,29        |             |             |
| 3                    | Jean-Claude Dissaux* |             | DVG         | 3 229        | 26,19        | 7 118       | 61,02       |
| 3                    | Florence Wozny       |             | DVG         | 3 229        | 26,19        | 7 118       | 61,02       |
| 4                    | Véronique Lesage     |             | FG          | 746          | 6,05         |             |             |
| 4                    | Joris de Macedo      |             | FG          | 746          | 6,05         |             |             |
| 5                    | Évelyne Géronnez     |             | FN          | 3 326        | 26,97        | 4 547       | 38,98       |
| 5                    | Hervé Mahelle        |             | FN          | 3 326        | 26,97        | 4 547       | 38,98       |
|                      |                      |             |             |              |              |             |             |
| Inscrits             | Inscrits             | Inscrits    | Inscrits    | 23 629       | 100,00       | 23 635      | 100,00      |
| Abstentions          | Abstentions          | Abstentions | Abstentions | 10 651       | 45,08        | 10 598      | 44,84       |
| Votants              | Votants              | Votants     | Votants     | 12 978       | 54,92        | 13 037      | 55,16       |
| Blancs               | Blancs               | Blancs      | Blancs      | 394          | 3,04         | 791         | 6,07        |
| Nuls                 | Nuls                 | Nuls        | Nuls        | 254          | 1,96         | 581         | 4,46        |
| Exprimés             | Exprimés             | Exprimés    | Exprimés    | 12 330       | 95,01        | 11 665      | 89,48       |
| * conseiller sortant |                      |             |             |              |              |             |             |

### Canton d'Arras-1
Canton créé
| Candidats            | Candidats            | Partis      | Partis      | Premier tour | Premier tour | Second tour | Second tour |
| Candidats            | Candidats            | Partis      | Partis      | Voix         | %            | Voix        | %           |
| -------------------- | -------------------- | ----------- | ----------- | ------------ | ------------ | ----------- | ----------- |
| 1                    | Danièle d'Hollander  |             | FN          | 3 810        | 27,24        | 3 362       | 23,83       |
| 1                    | Alban Heusèle        |             | FN          | 3 810        | 27,24        | 3 362       | 23,83       |
| 2                    | Didier Braure        |             | EÉLV        | 1 005        | 7,18         |             |             |
| 2                    | Laure Olivier        |             | EÉLV        | 1 005        | 7,18         |             |             |
| 3                    | Denise Bocquillet*   |             | UDI         | 4 540        | 32,46        | 5 374       | 38,10       |
| 3                    | Daniel Damart        |             | DVD         | 4 540        | 32,46        | 5 374       | 38,10       |
| 4                    | Bertrand Alexandre*  |             | MRC         | 4 633        | 33,12        | 5 370       | 38,07       |
| 4                    | Françoise Rossignol* |             | PS          | 4 633        | 33,12        | 5 370       | 38,07       |
|                      |                      |             |             |              |              |             |             |
| Inscrits             | Inscrits             | Inscrits    | Inscrits    | 26 120       | 100,00       | 26 110      | 100,00      |
| Abstentions          | Abstentions          | Abstentions | Abstentions | 11 395       | 43,63        | 11 420      | 43,74       |
| Votants              | Votants              | Votants     | Votants     | 14 725       | 56,37        | 14 690      | 56,26       |
| Blancs               | Blancs               | Blancs      | Blancs      | 468          | 3,18         | 362         | 2,46        |
| Nuls                 | Nuls                 | Nuls        | Nuls        | 269          | 1,83         | 222         | 1,51        |
| Exprimés             | Exprimés             | Exprimés    | Exprimés    | 13 988       | 94,99        | 14 106      | 96,02       |
| * conseiller sortant |                      |             |             |              |              |             |             |

### Canton d'Arras-2
Canton créé
| Candidats   | Candidats            | Partis      | Partis      | Premier tour | Premier tour | Second tour | Second tour |
| Candidats   | Candidats            | Partis      | Partis      | Voix         | %            | Voix        | %           |
| ----------- | -------------------- | ----------- | ----------- | ------------ | ------------ | ----------- | ----------- |
| 1           | Maryse Massart       |             | FG          | 637          | 5,17         |             |             |
| 1           | André Rabouille      |             | FG          | 637          | 5,17         |             |             |
| 2           | Karine Boissou       |             | PS          | 3 115        | 25,27        | 4 274       | 34,37       |
| 2           | Thierry Occre        |             | PS          | 3 115        | 25,27        | 4 274       | 34,37       |
| 3           | Emmanuelle Lapouille |             | UMP         | 3 869        | 31,38        | 4 622       | 37,16       |
| 3           | Alexandre Malfait    |             | UDI         | 3 869        | 31,38        | 4 622       | 37,16       |
| 4           | Kévin Bytebier       |             | FN          | 3 528        | 28,62        | 3 541       | 28,47       |
| 4           | Christelle Jolie     |             | FN          | 3 528        | 28,62        | 3 541       | 28,47       |
| 5           | Alexandre Cousin     |             | EÉLV        | 1 179        | 9,56         |             |             |
| 5           | Marie Pignon         |             | EÉLV        | 1 179        | 9,56         |             |             |
|             |                      |             |             |              |              |             |             |
| Inscrits    | Inscrits             | Inscrits    | Inscrits    | 23 928       | 100,00       | 23 928      | 100,00      |
| Abstentions | Abstentions          | Abstentions | Abstentions | 10 867       | 45,42        | 10 886      | 45,49       |
| Votants     | Votants              | Votants     | Votants     | 13 061       | 54,58        | 13 042      | 54,51       |
| Blancs      | Blancs               | Blancs      | Blancs      | 495          | 3,79         | 386         | 2,96        |
| Nuls        | Nuls                 | Nuls        | Nuls        | 238          | 1,82         | 219         | 1,68        |
| Exprimés    | Exprimés             | Exprimés    | Exprimés    | 12 328       | 94,39        | 12 437      | 95,36       |

### Canton d'Arras-3
Canton créé
| Candidats            | Candidats            | Partis      | Partis      | Premier tour | Premier tour | Second tour | Second tour |
| Candidats            | Candidats            | Partis      | Partis      | Voix         | %            | Voix        | %           |
| -------------------- | -------------------- | ----------- | ----------- | ------------ | ------------ | ----------- | ----------- |
| 1                    | Maryse Cauwet        |             | PS          | 3 846        | 30,20        | 4 808       | 38,45       |
| 1                    | Jean-Louis Cottigny* |             | PS          | 3 846        | 30,20        | 4 808       | 38,45       |
| 2                    | Thierry Ducroux      |             | FN          | 3 606        | 28,31        | 3 695       | 29,55       |
| 2                    | Catherine Feller     |             | FN          | 3 606        | 28,31        | 3 695       | 29,55       |
| 3                    | Marc Desramaut       |             | UDI         | 3 349        | 26,29        | 4 000       | 31,99       |
| 3                    | Sylvie Lafont        |             | MoDem       | 3 349        | 26,29        | 4 000       | 31,99       |
| 4                    | René Chevalier       |             | FG          | 734          | 5,76         |             |             |
| 4                    | Fabienne Nathan      |             | FG          | 734          | 5,76         |             |             |
| 5                    | Sylviane Dupont      |             | EÉLV        | 1 202        | 9,44         |             |             |
| 5                    | Éric Venel           |             | EÉLV        | 1 202        | 9,44         |             |             |
|                      |                      |             |             |              |              |             |             |
| Inscrits             | Inscrits             | Inscrits    | Inscrits    | 23 693       | 100,00       | 23 693      | 100,00      |
| Abstentions          | Abstentions          | Abstentions | Abstentions | 10 218       | 43,13        | 10 424      | 44,00       |
| Votants              | Votants              | Votants     | Votants     | 13 475       | 56,87        | 13 269      | 56,00       |
| Blancs               | Blancs               | Blancs      | Blancs      | 462          | 3,43         | 469         | 3,53        |
| Nuls                 | Nuls                 | Nuls        | Nuls        | 276          | 2,05         | 297         | 2,24        |
| Exprimés             | Exprimés             | Exprimés    | Exprimés    | 12 737       | 94,52        | 12 503      | 94,23       |
| * conseiller sortant |                      |             |             |              |              |             |             |

### Canton d'Auchel
Conseiller sortant : René Hocq (PCF)
| Candidats   | Candidats              | Partis      | Partis      | Premier tour | Premier tour | Second tour | Second tour |
| Candidats   | Candidats              | Partis      | Partis      | Voix         | %            | Voix        | %           |
| ----------- | ---------------------- | ----------- | ----------- | ------------ | ------------ | ----------- | ----------- |
| 1           | Yvette Carneaux        |             | DVG         | 1 078        | 8,68         |             |             |
| 1           | René Flinois           |             | DVG         | 1 078        | 8,68         |             |             |
| 2           | Christelle Fauchet     |             | PS          | 1 517        | 12,22        |             |             |
| 2           | Jacques Flahaut        |             | PS          | 1 517        | 12,22        |             |             |
| 3           | Ludovic Guyot          |             | FG          | 2 791        | 22,48        | 5 861       | 51,83       |
| 3           | Danièle Seux           |             | FG          | 2 791        | 22,48        | 5 861       | 51,83       |
| 4           | Richard Jarrett        |             | DVD         | 2 554        | 20,57        |             |             |
| 4           | Monique Daros-Saussier |             | UMP         | 2 554        | 20,57        |             |             |
| 5           | Séverine Hélie         |             | FN          | 4 478        | 36,06        | 5 447       | 48,17       |
| 5           | Bruno Roux             |             | FN          | 4 478        | 36,06        | 5 447       | 48,17       |
|             |                        |             |             |              |              |             |             |
| Inscrits    | Inscrits               | Inscrits    | Inscrits    | 27 292       | 100,00       | 27 292      | 100,00      |
| Abstentions | Abstentions            | Abstentions | Abstentions | 14 377       | 52,68        | 14 945      | 54,76       |
| Votants     | Votants                | Votants     | Votants     | 12 915       | 47,32        | 12 347      | 45,24       |
| Blancs      | Blancs                 | Blancs      | Blancs      | 331          | 2,56         | 635         | 5,14        |
| Nuls        | Nuls                   | Nuls        | Nuls        | 166          | 1,29         | 404         | 3,27        |
| Exprimés    | Exprimés               | Exprimés    | Exprimés    | 12 418       | 96,15        | 11 308      | 91,59       |

### Canton d'Auxi-le-Château
Conseiller sortant : Henri Dejonghe (PS)
| Candidats            | Candidats            | Partis      | Partis      | Premier tour | Premier tour | Second tour | Second tour |
| Candidats            | Candidats            | Partis      | Partis      | Voix         | %            | Voix        | %           |
| -------------------- | -------------------- | ----------- | ----------- | ------------ | ------------ | ----------- | ----------- |
| 1                    | Sylviane Delory      |             | FN          | 4 542        | 31,12        | 4 364       | 29,15       |
| 1                    | Franck-Michel Dupire |             | FN          | 4 542        | 31,12        | 4 364       | 29,15       |
| 2                    | Henri Dejonghe*      |             | PS          | 4 115        | 28,19        | 4 091       | 27,33       |
| 2                    | Muriel Gaudré        |             | PS          | 4 115        | 28,19        | 4 091       | 27,33       |
| 3                    | Florence Barbry      |             | DVD         | 5 940        | 40,69        | 6 515       | 43,52       |
| 3                    | Robert Therry*       |             | DVD         | 5 940        | 40,69        | 6 515       | 43,52       |
|                      |                      |             |             |              |              |             |             |
| Inscrits             | Inscrits             | Inscrits    | Inscrits    | 26 680       | 100,00       | 26 679      | 100,00      |
| Abstentions          | Abstentions          | Abstentions | Abstentions | 11 074       | 41,51        | 11 112      | 41,65       |
| Votants              | Votants              | Votants     | Votants     | 15 606       | 58,49        | 15 567      | 58,35       |
| Blancs               | Blancs               | Blancs      | Blancs      | 596          | 3,82         | 401         | 2,58        |
| Nuls                 | Nuls                 | Nuls        | Nuls        | 413          | 2,65         | 196         | 1,26        |
| Exprimés             | Exprimés             | Exprimés    | Exprimés    | 14 597       | 93,53        | 14 970      | 96,16       |
| * conseiller sortant |                      |             |             |              |              |             |             |

### Canton d'Avesnes-le-Comte
Conseiller sortant : Jean-Pierre Defontaine (PRG)
| Candidats            | Candidats               | Partis      | Partis      | Premier tour | Premier tour | Second tour | Second tour |
| Candidats            | Candidats               | Partis      | Partis      | Voix         | %            | Voix        | %           |
| -------------------- | ----------------------- | ----------- | ----------- | ------------ | ------------ | ----------- | ----------- |
| 1                    | Yann Desaulty           |             | PS          | 4 522        | 26,12        | Retrait     | Retrait     |
| 1                    | Lysiane Prévost         |             | PS          | 4 522        | 26,12        | Retrait     | Retrait     |
| 2                    | Maryse Delassus         |             | UMP         | 6 595        | 38,10        | 9 287       | 58,12       |
| 2                    | Michel Petit*           |             | UMP         | 6 595        | 38,10        | 9 287       | 58,12       |
| 3                    | Émilie Bauduin          |             | FN          | 6 193        | 35,78        | 6 693       | 41,88       |
| 3                    | Jean-Pierre d'Hollander |             | FN          | 6 193        | 35,78        | 6 693       | 41,88       |
|                      |                         |             |             |              |              |             |             |
| Inscrits             | Inscrits                | Inscrits    | Inscrits    | 30 049       | 100,00       | 30 052      | 100,00      |
| Abstentions          | Abstentions             | Abstentions | Abstentions | 11 598       | 38,60        | 12 096      | 40,25       |
| Votants              | Votants                 | Votants     | Votants     | 18 451       | 61,40        | 17 956      | 59,75       |
| Blancs               | Blancs                  | Blancs      | Blancs      | 779          | 4,22         | 1 371       | 7,64        |
| Nuls                 | Nuls                    | Nuls        | Nuls        | 362          | 1,96         | 605         | 3,37        |
| Exprimés             | Exprimés                | Exprimés    | Exprimés    | 17 310       | 93,82        | 15 980      | 89,00       |
| * conseiller sortant |                         |             |             |              |              |             |             |

### Canton d'Avion
Conseiller sortant : Jean-Marc Tellier (PCF)
| Candidats            | Candidats                 | Partis      | Partis      | Premier tour | Premier tour | Second tour | Second tour |
| Candidats            | Candidats                 | Partis      | Partis      | Voix         | %            | Voix        | %           |
| -------------------- | ------------------------- | ----------- | ----------- | ------------ | ------------ | ----------- | ----------- |
| 1                    | Audrey Dautriche          |             | PCF         | 5 388        | 39,42        | 7 833       | 57,38       |
| 1                    | Jean-Marc Tellier*        |             | PCF         | 5 388        | 39,42        | 7 833       | 57,38       |
| 2                    | Annick Caby               |             | UMP         | 951          | 6,96         |             |             |
| 2                    | Daniel Sauty              |             | UDI         | 951          | 6,96         |             |             |
| 3                    | Bérangère Auburtin        |             | EÉLV        | 732          | 5,36         |             |             |
| 3                    | Jamel Oufqir              |             | EÉLV        | 732          | 5,36         |             |             |
| 4                    | Denis Hocquet             |             | DLF         | 278          | 2,03         |             |             |
| 4                    | Lovita Hocquet            |             | DLF         | 278          | 2,03         |             |             |
| 5                    | Alexandre Demandrille     |             | PS          | 1 039        | 7,60         |             |             |
| 5                    | Laurence Depoorter-Raison |             | PS          | 1 039        | 7,60         |             |             |
| 6                    | Anne Coolzaet             |             | FN          | 5 280        | 38,63        | 5 817       | 42,62       |
| 6                    | Laurent Dassonville       |             | FN          | 5 280        | 38,63        | 5 817       | 42,62       |
|                      |                           |             |             |              |              |             |             |
| Inscrits             | Inscrits                  | Inscrits    | Inscrits    | 28 811       | 100,00       | 28 812      | 100,00      |
| Abstentions          | Abstentions               | Abstentions | Abstentions | 14 578       | 50,60        | 14 432      | 50,09       |
| Votants              | Votants                   | Votants     | Votants     | 14 233       | 49,40        | 14 380      | 49,91       |
| Blancs               | Blancs                    | Blancs      | Blancs      | 360          | 2,53         | 480         | 3,34        |
| Nuls                 | Nuls                      | Nuls        | Nuls        | 205          | 1,44         | 250         | 1,74        |
| Exprimés             | Exprimés                  | Exprimés    | Exprimés    | 13 668       | 96,03        | 13 650      | 94,92       |
| * conseiller sortant |                           |             |             |              |              |             |             |

### Canton de Bapaume
Conseillère sortante: Véronique Thiébaut (PS)
| Candidats            | Candidats           | Partis      | Partis      | Premier tour | Premier tour | Second tour | Second tour |
| Candidats            | Candidats           | Partis      | Partis      | Voix         | %            | Voix        | %           |
| -------------------- | ------------------- | ----------- | ----------- | ------------ | ------------ | ----------- | ----------- |
| 1                    | Cédric Delmotte     |             | PS          | 3 849        | 27,74        | Retrait     | Retrait     |
| 1                    | Véronique Thiébaut* |             | PS          | 3 849        | 27,74        | Retrait     | Retrait     |
| 2                    | Évelyne Dromart     |             | DVD         | 4 184        | 30,16        | 6 917       | 52,13       |
| 2                    | Bruno Duvergé*      |             | UDI         | 4 184        | 30,16        | 6 917       | 52,13       |
| 3                    | Marie-Annick Dupas  |             | FN          | 5 841        | 42,10        | 6 353       | 47,87       |
| 3                    | Guillaume Robart    |             | FN          | 5 841        | 42,10        | 6 353       | 47,87       |
|                      |                     |             |             |              |              |             |             |
| Inscrits             | Inscrits            | Inscrits    | Inscrits    | 26 735       | 100,00       | 26 734      | 100,00      |
| Abstentions          | Abstentions         | Abstentions | Abstentions | 11 979       | 44,81        | 12 042      | 45,04       |
| Votants              | Votants             | Votants     | Votants     | 14 756       | 55,19        | 14 692      | 54,96       |
| Blancs               | Blancs              | Blancs      | Blancs      | 587          | 3,98         | 944         | 6,43        |
| Nuls                 | Nuls                | Nuls        | Nuls        | 295          | 2,00         | 478         | 3,25        |
| Exprimés             | Exprimés            | Exprimés    | Exprimés    | 13 874       | 94,02        | 13 270      | 90,32       |
| * conseiller sortant |                     |             |             |              |              |             |             |

### Canton de Berck
Conseiller sortant : Bruno Cousein (UMP)
| Candidats            | Candidats            | Partis      | Partis      | Premier tour | Premier tour | Second tour | Second tour |
| Candidats            | Candidats            | Partis      | Partis      | Voix         | %            | Voix        | %           |
| -------------------- | -------------------- | ----------- | ----------- | ------------ | ------------ | ----------- | ----------- |
| 1                    | Gérard Ratynska      |             | PS          | 2 628        | 19,83        |             |             |
| 1                    | Laurence Stalhberger |             | PS          | 2 628        | 19,83        |             |             |
| 2                    | Mauricette Lelong    |             | FN          | 3 816        | 28,80        | 4 551       | 36,55       |
| 2                    | Guy Sailliot         |             | FN          | 3 816        | 28,80        | 4 551       | 36,55       |
| 3                    | Sylvie Delattre      |             | DLF         | 1 676        | 12,65        |             |             |
| 3                    | Benoît Dolle         |             | DLF         | 1 676        | 12,65        |             |             |
| 4                    | Bruno Cousein*       |             | UMP         | 5 131        | 38,72        | 7 902       | 63,45       |
| 4                    | Maryse Jumez         |             | UMP         | 5 131        | 38,72        | 7 902       | 63,45       |
|                      |                      |             |             |              |              |             |             |
| Inscrits             | Inscrits             | Inscrits    | Inscrits    | 27 632       | 100,00       | 27 653      | 100,00      |
| Abstentions          | Abstentions          | Abstentions | Abstentions | 13 434       | 48,62        | 13 658      | 49,39       |
| Votants              | Votants              | Votants     | Votants     | 14 198       | 51,38        | 13 995      | 50,61       |
| Blancs               | Blancs               | Blancs      | Blancs      | 616          | 4,34         | 1 087       | 7,77        |
| Nuls                 | Nuls                 | Nuls        | Nuls        | 331          | 2,33         | 455         | 3,25        |
| Exprimés             | Exprimés             | Exprimés    | Exprimés    | 13 251       | 93,33        | 12 453      | 88,98       |
| * conseiller sortant |                      |             |             |              |              |             |             |

### Canton de Béthune
Canton créé
| Candidats            | Candidats            | Partis      | Partis      | Premier tour | Premier tour | Second tour | Second tour |
| Candidats            | Candidats            | Partis      | Partis      | Voix         | %            | Voix        | %           |
| -------------------- | -------------------- | ----------- | ----------- | ------------ | ------------ | ----------- | ----------- |
| 1                    | Anne Boulent         |             | ND          | 735          | 5,31         |             |             |
| 1                    | Henri-Claude Honnart |             | ND          | 735          | 5,31         |             |             |
| 2                    | Dorothée Callet      |             | UMP         | 2 953        | 21,34        |             |             |
| 2                    | Francis Cordonnier   |             | UMP         | 2 953        | 21,34        |             |             |
| 3                    | Pierre Blanquart     |             | PCF         | 891          | 6,44         |             |             |
| 3                    | Marylise Guyot       |             | PCF         | 891          | 6,44         |             |             |
| 4                    | Alain Delannoy*      |             | PS          | 3 672        | 26,54        | 7 488       | 55,66       |
| 4                    | Nathalie Delbart     |             | MRC         | 3 672        | 26,54        | 7 488       | 55,66       |
| 5                    | Jocelyne Martin      |             | EÉLV        | 741          | 5,36         |             |             |
| 5                    | Hervé Rubin          |             | EÉLV        | 741          | 5,36         |             |             |
| 6                    | Ludovic Pajot        |             | FN          | 4 845        | 35,01        | 5 964       | 44,34       |
| 6                    | Sylvie Titrent       |             | FN          | 4 845        | 35,01        | 5 964       | 44,34       |
|                      |                      |             |             |              |              |             |             |
| Inscrits             | Inscrits             | Inscrits    | Inscrits    | 31 053       | 100,00       | 31 053      | 100,00      |
| Abstentions          | Abstentions          | Abstentions | Abstentions | 16 538       | 53,26        | 16 196      | 52,16       |
| Votants              | Votants              | Votants     | Votants     | 14 515       | 46,74        | 14 857      | 47,84       |
| Blancs               | Blancs               | Blancs      | Blancs      | 418          | 2,88         | 911         | 6,13        |
| Nuls                 | Nuls                 | Nuls        | Nuls        | 260          | 1,79         | 494         | 3,33        |
| Exprimés             | Exprimés             | Exprimés    | Exprimés    | 13 837       | 95,33        | 13 452      | 90,54       |
| * conseiller sortant |                      |             |             |              |              |             |             |

### Canton de Beuvry
Canton créé
| Candidats            | Candidats               | Partis      | Partis      | Premier tour | Premier tour | Second tour | Second tour |
| Candidats            | Candidats               | Partis      | Partis      | Voix         | %            | Voix        | %           |
| -------------------- | ----------------------- | ----------- | ----------- | ------------ | ------------ | ----------- | ----------- |
| 1                    | Raymond Gaquère*        |             | PS          | 4 130        | 25,56        | 8 488       | 55,63       |
| 1                    | Emmanuelle Laveugle     |             | PS          | 4 130        | 25,56        | 8 488       | 55,63       |
| 2                    | Marc Cornil             |             | UMP         | 3 049        | 18,87        |             |             |
| 2                    | Pascale Patoux          |             | UDI         | 3 049        | 18,87        |             |             |
| 3                    | Josiane Artisien        |             | FN          | 5 248        | 32,48        | 6 771       | 44,37       |
| 3                    | Jean-Michel Desmadrille |             | FN          | 5 248        | 32,48        | 6 771       | 44,37       |
| 4                    | Stéphan Doloy           |             | PCF         | 900          | 5,57         |             |             |
| 4                    | Patricia Wach           |             | PCF         | 900          | 5,57         |             |             |
| 5                    | Jean-Philippe Boonaert  |             | DVD         | 2 830        | 17,52        |             |             |
| 5                    | Sylvie Rose             |             | DVD         | 2 830        | 17,52        |             |             |
|                      |                         |             |             |              |              |             |             |
| Inscrits             | Inscrits                | Inscrits    | Inscrits    | 31 480       | 100,00       | 31 480      | 100,00      |
| Abstentions          | Abstentions             | Abstentions | Abstentions | 14 615       | 46,43        | 14 589      | 46,34       |
| Votants              | Votants                 | Votants     | Votants     | 16 865       | 53,57        | 16 891      | 53,66       |
| Blancs               | Blancs                  | Blancs      | Blancs      | 488          | 2,89         | 1 074       | 6,36        |
| Nuls                 | Nuls                    | Nuls        | Nuls        | 220          | 1,30         | 558         | 3,30        |
| Exprimés             | Exprimés                | Exprimés    | Exprimés    | 16 157       | 95,80        | 15 259      | 90,34       |
| * conseiller sortant |                         |             |             |              |              |             |             |

### Canton de Boulogne-sur-Mer-1
Canton créé
| Candidats            | Candidats               | Partis      | Partis      | Premier tour | Premier tour | Second tour | Second tour |
| Candidats            | Candidats               | Partis      | Partis      | Voix         | %            | Voix        | %           |
| -------------------- | ----------------------- | ----------- | ----------- | ------------ | ------------ | ----------- | ----------- |
| 1                    | Claude Allan*           |             | PS          | 3 540        | 31,18        | 5 823       | 54,37       |
| 1                    | Mireille Hingrez-Céréda |             | PS          | 3 540        | 31,18        | 5 823       | 54,37       |
| 2                    | Roselyne Laplace        |             | PCF         | 488          | 4,30         |             |             |
| 2                    | Dominique Lefebvre      |             | PCF         | 488          | 4,30         |             |             |
| 3                    | Martine Coppin          |             | FN          | 3 753        | 33,06        | 4 887       | 45,63       |
| 3                    | Bruno Croquelois        |             | FN          | 3 753        | 33,06        | 4 887       | 45,63       |
| 4                    | Coralie Docquois        |             | UMP         | 2 702        | 23,80        |             |             |
| 4                    | Aurélien Portuese       |             | UDI         | 2 702        | 23,80        |             |             |
| 5                    | Claire Blanpain         |             | PCF         | 870          | 7,66         |             |             |
| 5                    | Denis Buhagiar          |             | EÉLV        | 870          | 7,66         |             |             |
|                      |                         |             |             |              |              |             |             |
| Inscrits             | Inscrits                | Inscrits    | Inscrits    | 25 148       | 100,00       | 25 147      | 100,00      |
| Abstentions          | Abstentions             | Abstentions | Abstentions | 13 226       | 52,59        | 13 112      | 52,14       |
| Votants              | Votants                 | Votants     | Votants     | 11 922       | 47,41        | 12 035      | 47,86       |
| Blancs               | Blancs                  | Blancs      | Blancs      | 403          | 3,38         | 784         | 6,51        |
| Nuls                 | Nuls                    | Nuls        | Nuls        | 166          | 1,39         | 541         | 4,50        |
| Exprimés             | Exprimés                | Exprimés    | Exprimés    | 11 353       | 95,23        | 10 710      | 88,99       |
| * conseiller sortant |                         |             |             |              |              |             |             |

### Canton de Boulogne-sur-Mer-2
Canton créé
| Candidats            | Candidats              | Partis      | Partis      | Premier tour | Premier tour | Second tour | Second tour |
| Candidats            | Candidats              | Partis      | Partis      | Voix         | %            | Voix        | %           |
| -------------------- | ---------------------- | ----------- | ----------- | ------------ | ------------ | ----------- | ----------- |
| 1                    | Fabienne Chochois      |             | UMP         | 2 959        | 21,62        |             |             |
| 1                    | Jacques Lannoy         |             | DVD         | 2 959        | 21,62        |             |             |
| 2                    | Antoine Golliot        |             | FN          | 4 250        | 31,05        | 5 481       | 43,16       |
| 2                    | Marie-Claude Ziegler   |             | FN          | 4 250        | 31,05        | 5 481       | 43,16       |
| 3                    | Pierre Coppin          |             | EÉLV        | 1 181        | 8,63         |             |             |
| 3                    | Gisèle Gori            |             | PCF         | 1 181        | 8,63         |             |             |
| 4                    | Jean-Claude Étienne*   |             | PS          | 4 622        | 33,76        | 7 217       | 56,84       |
| 4                    | Pascale Lebon          |             | PS          | 4 622        | 33,76        | 7 217       | 56,84       |
| 5                    | Régine Flahaut-Legrand |             | FG          | 677          | 4,95         |             |             |
| 5                    | Charly Fontaine        |             | FG          | 677          | 4,95         |             |             |
|                      |                        |             |             |              |              |             |             |
| Inscrits             | Inscrits               | Inscrits    | Inscrits    | 29 342       | 100,00       | 29 341      | 100,00      |
| Abstentions          | Abstentions            | Abstentions | Abstentions | 14 949       | 50,95        | 15 258      | 52,00       |
| Votants              | Votants                | Votants     | Votants     | 14 393       | 49,05        | 14 083      | 48,00       |
| Blancs               | Blancs                 | Blancs      | Blancs      | 452          | 3,14         | 1 037       | 7,36        |
| Nuls                 | Nuls                   | Nuls        | Nuls        | 252          | 1,75         | 348         | 2,47        |
| Exprimés             | Exprimés               | Exprimés    | Exprimés    | 13 689       | 95,11        | 12 698      | 90,17       |
| * conseiller sortant |                        |             |             |              |              |             |             |

### Canton  de Brebières
Canton créé
| Candidats   | Candidats                    | Partis      | Partis      | Premier tour | Premier tour | Second tour | Second tour |
| Candidats   | Candidats                    | Partis      | Partis      | Voix         | %            | Voix        | %           |
| ----------- | ---------------------------- | ----------- | ----------- | ------------ | ------------ | ----------- | ----------- |
| 1           | Vincent Birmann              |             | FN          | 4 920        | 39,11        | 5 541       | 44,03       |
| 1           | Agnès Caudron                |             | FN          | 4 920        | 39,11        | 5 541       | 44,03       |
| 2           | Patrice Hermant              |             | FG          | 1 800        | 14,31        |             |             |
| 2           | Martine Stienne              |             | FG          | 1 800        | 14,31        |             |             |
| 3           | Séverine Duvergé             |             | MoDem       | 1 361        | 10,82        |             |             |
| 3           | Jean-Luc Laviéville          |             | UDI         | 1 361        | 10,82        |             |             |
| 4           | Bénédicte Messeanne-Grobelny |             | PS          | 4 499        | 35,76        | 7 045       | 55,97       |
| 4           | Pierre Georget               |             | PRG         | 4 499        | 35,76        | 7 045       | 55,97       |
|             |                              |             |             |              |              |             |             |
| Inscrits    | Inscrits                     | Inscrits    | Inscrits    | 24 512       | 100,00       | 24 512      | 100,00      |
| Abstentions | Abstentions                  | Abstentions | Abstentions | 11 301       | 46,10        | 11 053      | 45,09       |
| Votants     | Votants                      | Votants     | Votants     | 13 211       | 53,90        | 13 459      | 54,91       |
| Blancs      | Blancs                       | Blancs      | Blancs      | 436          | 3,30         | 613         | 4,55        |
| Nuls        | Nuls                         | Nuls        | Nuls        | 195          | 1,48         | 260         | 1,93        |
| Exprimés    | Exprimés                     | Exprimés    | Exprimés    | 12 580       | 95,22        | 12 586      | 93,51       |

### Canton de Bruay-la-Buissière
Conseiller sortant : Bernard Cailliau (PS)
| Candidats            | Candidats          | Partis      | Partis      | Premier tour | Premier tour | Second tour | Second tour |
| Candidats            | Candidats          | Partis      | Partis      | Voix         | %            | Voix        | %           |
| -------------------- | ------------------ | ----------- | ----------- | ------------ | ------------ | ----------- | ----------- |
| 1                    | Maryvonne Clergé   |             | FN          | 4 497        | 35,65        | 5 211       | 44,15       |
| 1                    | Jérémy Degreaux    |             | FN          | 4 497        | 35,65        | 5 211       | 44,15       |
| 2                    | Daniel Dewalle*    |             | FG          | 1 958        | 15,52        |             |             |
| 2                    | Annick Duhamel     |             | FG          | 1 958        | 15,52        |             |             |
| 3                    | Daniel Madajewski  |             | UMP         | 1 341        | 10,63        |             |             |
| 3                    | Emmanuelle Masclet |             | UDI         | 1 341        | 10,63        |             |             |
| 4                    | Bernard Cailliau*  |             | PS          | 4 180        | 33,14        | 6 592       | 55,85       |
| 4                    | Isabelle Levent    |             | PS          | 4 180        | 33,14        | 6 592       | 55,85       |
| 5                    | Lisette Sudic      |             | EÉLV        | 638          | 5,06         |             |             |
| 5                    | Damien Verhée      |             | EÉLV        | 638          | 5,06         |             |             |
|                      |                    |             |             |              |              |             |             |
| Inscrits             | Inscrits           | Inscrits    | Inscrits    | 26 465       | 100,00       | 26 442      | 100,00      |
| Abstentions          | Abstentions        | Abstentions | Abstentions | 13 298       | 50,25        | 13 496      | 51,04       |
| Votants              | Votants            | Votants     | Votants     | 13 167       | 49,75        | 12 946      | 48,96       |
| Blancs               | Blancs             | Blancs      | Blancs      | 363          | 2,76         | 617         | 4,77        |
| Nuls                 | Nuls               | Nuls        | Nuls        | 190          | 1,44         | 526         | 4,06        |
| Exprimés             | Exprimés           | Exprimés    | Exprimés    | 12 614       | 95,80        | 11 803      | 91,17       |
| * conseiller sortant |                    |             |             |              |              |             |             |

### Canton de Bully-les-Mines
Conseillère sortante: Nicole Gruson (PS)
| Candidats            | Candidats           | Partis      | Partis      | Premier tour | Premier tour | Second tour | Second tour |
| Candidats            | Candidats           | Partis      | Partis      | Voix         | %            | Voix        | %           |
| -------------------- | ------------------- | ----------- | ----------- | ------------ | ------------ | ----------- | ----------- |
| 1                    | Dolores Naglik      |             | UDI         | 2 307        | 14,42        |             |             |
| 1                    | Nesrédine Ramdani   |             | UMP         | 2 307        | 14,42        |             |             |
| 2                    | Joëlle Gervais      |             | FN          | 6 107        | 38,16        | 7 282       | 48,67       |
| 2                    | Christophe Oudart   |             | FN          | 6 107        | 38,16        | 7 282       | 48,67       |
| 3                    | David Ligny         |             | EÉLV        | 981          | 6,13         |             |             |
| 3                    | Audrey Thery        |             | EÉLV        | 981          | 6,13         |             |             |
| 4                    | Maryse Roger-Coupin |             | FG          | 2 242        | 14,01        |             |             |
| 4                    | Maurice Viseux      |             | FG          | 2 242        | 14,01        |             |             |
| 5                    | Nicole Gruson*      |             | PS          | 4 365        | 27,28        | 7 681       | 51,33       |
| 5                    | Alain Lefebvre*     |             | PS          | 4 365        | 27,28        | 7 681       | 51,33       |
|                      |                     |             |             |              |              |             |             |
| Inscrits             | Inscrits            | Inscrits    | Inscrits    | 34 071       | 100,00       | 34 071      | 100,00      |
| Abstentions          | Abstentions         | Abstentions | Abstentions | 17 220       | 50,54        | 17 490      | 51,33       |
| Votants              | Votants             | Votants     | Votants     | 16 851       | 49,46        | 16 581      | 48,67       |
| Blancs               | Blancs              | Blancs      | Blancs      | 540          | 3,20         | 1 031       | 6,22        |
| Nuls                 | Nuls                | Nuls        | Nuls        | 309          | 1,83         | 587         | 3,54        |
| Exprimés             | Exprimés            | Exprimés    | Exprimés    | 16 002       | 94,96        | 14 963      | 90,24       |
| * conseiller sortant |                     |             |             |              |              |             |             |

### Canton de Calais-1
Canton créé
| Candidats            | Candidats                | Partis      | Partis      | Premier tour | Premier tour | Second tour | Second tour |
| Candidats            | Candidats                | Partis      | Partis      | Voix         | %            | Voix        | %           |
| -------------------- | ------------------------ | ----------- | ----------- | ------------ | ------------ | ----------- | ----------- |
| 1                    | Guy Allemand             |             | PS          | 2 990        | 25,24        |             |             |
| 1                    | Virginie Quenez          |             | PCF         | 2 990        | 25,24        |             |             |
| 2                    | Roger Demassieux         |             | FN          | 3 757        | 31,71        | 4 356       | 38,60       |
| 2                    | Françoise Vernalde       |             | FN          | 3 757        | 31,71        | 4 356       | 38,60       |
| 3                    | Maïté Friscourt          |             | UMP         | 3 939        | 33,25        | 6 929       | 61,40       |
| 3                    | Michel Hamy*             |             | DVD         | 3 939        | 33,25        | 6 929       | 61,40       |
| 4                    | Christelle Domain-Somers |             | RCPE        | 325          | 2,74         |             |             |
| 4                    | Éric Lhirondelle         |             | RCPE        | 325          | 2,74         |             |             |
| 5                    | Catherine Bourgeois      |             | EÉLV        | 837          | 7,06         |             |             |
| 5                    | Francis Gest             |             | EÉLV        | 837          | 7,06         |             |             |
|                      |                          |             |             |              |              |             |             |
| Inscrits             | Inscrits                 | Inscrits    | Inscrits    | 27 867       | 100,00       | 27 970      | 100,00      |
| Abstentions          | Abstentions              | Abstentions | Abstentions | 15 498       | 55,61        | 15 535      | 55,54       |
| Votants              | Votants                  | Votants     | Votants     | 12 369       | 44,39        | 12 435      | 44,46       |
| Blancs               | Blancs                   | Blancs      | Blancs      | 360          | 2,91         | 696         | 5,60        |
| Nuls                 | Nuls                     | Nuls        | Nuls        | 161          | 1,30         | 454         | 3,65        |
| Exprimés             | Exprimés                 | Exprimés    | Exprimés    | 11 848       | 95,79        | 11 285      | 90,75       |
| * conseiller sortant |                          |             |             |              |              |             |             |

### Canton de Calais-2
Canton créé
| Candidats            | Candidats          | Partis      | Partis      | Premier tour | Premier tour | Second tour | Second tour |
| Candidats            | Candidats          | Partis      | Partis      | Voix         | %            | Voix        | %           |
| -------------------- | ------------------ | ----------- | ----------- | ------------ | ------------ | ----------- | ----------- |
| 1                    | Isabelle Gorre     |             | FN          | 4 677        | 33,08        | 6 324       | 45,25       |
| 1                    | Rudy Vercucque     |             | FN          | 4 677        | 33,08        | 6 324       | 45,25       |
| 2                    | Ludovic Loquet*    |             | MRC         | 4 626        | 32,72        | 7 652       | 54,75       |
| 2                    | Caroline Matrat    |             | PS          | 4 626        | 32,72        | 7 652       | 54,75       |
| 3                    | Michèle Ducloy     |             | DVD         | 2 938        | 20,78        |             |             |
| 3                    | Éric Houdayer      |             | UMP         | 2 938        | 20,78        |             |             |
| 4                    | Monique Delevallet |             | PDF         | 466          | 3,30         |             |             |
| 4                    | Kevin Reche        |             | PDF         | 466          | 3,30         |             |             |
| 5                    | Monique Cailliez   |             | FG          | 876          | 6,20         |             |             |
| 5                    | Michel Towmsend    |             | FG          | 876          | 6,20         |             |             |
| 6                    | Anne Dekeister     |             | EÉLV        | 557          | 3,94         |             |             |
| 6                    | Marc Pélabon       |             | EÉLV        | 557          | 3,94         |             |             |
|                      |                    |             |             |              |              |             |             |
| Inscrits             | Inscrits           | Inscrits    | Inscrits    | 28 593       | 100,00       | 28 592      | 100,00      |
| Abstentions          | Abstentions        | Abstentions | Abstentions | 13 836       | 48,39        | 13 268      | 46,40       |
| Votants              | Votants            | Votants     | Votants     | 14 757       | 51,61        | 15 324      | 53,60       |
| Blancs               | Blancs             | Blancs      | Blancs      | 406          | 2,75         | 909         | 5,93        |
| Nuls                 | Nuls               | Nuls        | Nuls        | 211          | 1,43         | 439         | 2,86        |
| Exprimés             | Exprimés           | Exprimés    | Exprimés    | 14 140       | 95,82        | 13 976      | 91,20       |
| * conseiller sortant |                    |             |             |              |              |             |             |

### Canton de Calais-3
Canton créé
| Candidats            | Candidats             | Partis      | Partis      | Premier tour | Premier tour | Second tour | Second tour |
| Candidats            | Candidats             | Partis      | Partis      | Voix         | %            | Voix        | %           |
| -------------------- | --------------------- | ----------- | ----------- | ------------ | ------------ | ----------- | ----------- |
| 1                    | Martine Boucher       |             | FN          | 4 148        | 39,17        | 4 944       | 49,45       |
| 1                    | Jean-Jacques Vernalde |             | FN          | 4 148        | 39,17        | 4 944       | 49,45       |
| 2                    | Jean-Marc Ben         |             | EÉLV        | 651          | 6,15         |             |             |
| 2                    | Barbara Chevalier     |             | EÉLV        | 651          | 6,15         |             |             |
| 3                    | Marcel Levaillant*    |             | PCF         | 2 392        | 22,59        |             |             |
| 3                    | Sabine Mille          |             | PS          | 2 392        | 22,59        |             |             |
| 4                    | Stéphanie Guizelain   |             | UDI         | 2 738        | 25,85        | 5 053       | 50,55       |
| 4                    | Philippe Mignonnet    |             | UMP         | 2 738        | 25,85        | 5 053       | 50,55       |
| 5                    | Laurent Roussel       |             | RCPE        | 662          | 6,25         |             |             |
| 5                    | Nathalie Vanhée       |             | RCPE        | 662          | 6,25         |             |             |
|                      |                       |             |             |              |              |             |             |
| Inscrits             | Inscrits              | Inscrits    | Inscrits    | 28 388       | 100,00       | 28 390      | 100,00      |
| Abstentions          | Abstentions           | Abstentions | Abstentions | 17 292       | 60,91        | 17 228      | 60,68       |
| Votants              | Votants               | Votants     | Votants     | 11 096       | 39,09        | 11 162      | 39,32       |
| Blancs               | Blancs                | Blancs      | Blancs      | 319          | 2,87         | 781         | 7,00        |
| Nuls                 | Nuls                  | Nuls        | Nuls        | 186          | 1,68         | 384         | 3,44        |
| Exprimés             | Exprimés              | Exprimés    | Exprimés    | 10 591       | 95,45        | 9 997       | 89,56       |
| * conseiller sortant |                       |             |             |              |              |             |             |

### Canton de Carvin
Conseiller sortant : Daniel Maciejasz (PS)
| Candidats            | Candidats             | Partis      | Partis      | Premier tour | Premier tour | Second tour | Second tour |
| Candidats            | Candidats             | Partis      | Partis      | Voix         | %            | Voix        | %           |
| -------------------- | --------------------- | ----------- | ----------- | ------------ | ------------ | ----------- | ----------- |
| 1                    | Maria-Rosa Canfarelli |             | DVD         | 1 357        | 11,32        |             |             |
| 1                    | Giacomo Flammia       |             | UMP         | 1 357        | 11,32        |             |             |
| 2                    | Daniel Maciejasz*     |             | PS          | 4 146        | 34,60        | 6 286       | 51,63       |
| 2                    | Patricia Rousseau     |             | PS          | 4 146        | 34,60        | 6 286       | 51,63       |
| 3                    | Philippe Boursaud     |             | FN          | 5 132        | 42,82        | 5 889       | 48,37       |
| 3                    | Anne-Sophie Pollet    |             | FN          | 5 132        | 42,82        | 5 889       | 48,37       |
| 4                    | Thibaut Bavière       |             | EÉLV        | 1 349        | 11,26        |             |             |
| 4                    | Émilie Bosseman       |             | FG          | 1 349        | 11,26        |             |             |
|                      |                       |             |             |              |              |             |             |
| Inscrits             | Inscrits              | Inscrits    | Inscrits    | 26 274       | 100,00       | 26 174      | 100,00      |
| Abstentions          | Abstentions           | Abstentions | Abstentions | 13 709       | 52,18        | 13 049      | 49,85       |
| Votants              | Votants               | Votants     | Votants     | 12 565       | 47,82        | 13 125      | 50,15       |
| Blancs               | Blancs                | Blancs      | Blancs      | 342          | 2,72         | 582         | 4,43        |
| Nuls                 | Nuls                  | Nuls        | Nuls        | 239          | 1,90         | 368         | 2,80        |
| Exprimés             | Exprimés              | Exprimés    | Exprimés    | 11 984       | 95,38        | 12 175      | 92,76       |
| * conseiller sortant |                       |             |             |              |              |             |             |

### Canton de Desvres
Conseiller sortant : Claude Prudhomme (PS)
| Candidats            | Candidats                 | Partis      | Partis      | Premier tour | Premier tour | Second tour | Second tour |
| Candidats            | Candidats                 | Partis      | Partis      | Voix         | %            | Voix        | %           |
| -------------------- | ------------------------- | ----------- | ----------- | ------------ | ------------ | ----------- | ----------- |
| 1                    | Pascale Buret             |             | PS          | 5 548        | 30,82        | 6 934       | 36,71       |
| 1                    | Claude Prudhomme*         |             | PS          | 5 548        | 30,82        | 6 934       | 36,71       |
| 2                    | Paul Barret               |             | FN          | 5 843        | 32,45        | 6 154       | 32,58       |
| 2                    | Marie-Christine Bourgeois |             | FN          | 5 843        | 32,45        | 6 154       | 32,58       |
| 3                    | Philippe Leleu            |             | UMP         | 5 163        | 28,68        | 5 800       | 30,71       |
| 3                    | Christèle Villedieu       |             | DVD         | 5 163        | 28,68        | 5 800       | 30,71       |
| 4                    | Thierry Cléton            |             | EÉLV        | 1 450        | 8,05         |             |             |
| 4                    | Béatrice Quétu            |             | FG          | 1 450        | 8,05         |             |             |
|                      |                           |             |             |              |              |             |             |
| Inscrits             | Inscrits                  | Inscrits    | Inscrits    | 33 443       | 100,00       | 33 441      | 100,00      |
| Abstentions          | Abstentions               | Abstentions | Abstentions | 14 333       | 42,86        | 13 666      | 40,87       |
| Votants              | Votants                   | Votants     | Votants     | 19 110       | 57,14        | 19 775      | 59,13       |
| Blancs               | Blancs                    | Blancs      | Blancs      | 737          | 3,86         | 566         | 2,86        |
| Nuls                 | Nuls                      | Nuls        | Nuls        | 369          | 1,93         | 321         | 1,62        |
| Exprimés             | Exprimés                  | Exprimés    | Exprimés    | 18 004       | 94,21        | 18 888      | 95,51       |
| * conseiller sortant |                           |             |             |              |              |             |             |

### Canton de Douvrin
Conseiller sortant : Frédéric Wallet (PS)
| Candidats            | Candidats                  | Partis      | Partis      | Premier tour | Premier tour | Second tour | Second tour |
| Candidats            | Candidats                  | Partis      | Partis      | Voix         | %            | Voix        | %           |
| -------------------- | -------------------------- | ----------- | ----------- | ------------ | ------------ | ----------- | ----------- |
| 1                    | Odette Duriez*             |             | PS          | 4 737        | 30,93        | 7 424       | 50,10       |
| 1                    | Frédéric Wallet*           |             | PS          | 4 737        | 30,93        | 7 424       | 50,10       |
| 2                    | Sylvie Créton              |             | DVG         | 1 411        | 9,21         |             |             |
| 2                    | Jean-Michel Dupont         |             | DVG         | 1 411        | 9,21         |             |             |
| 3                    | Dalila Decobert            |             | FN          | 6 374        | 41,61        | 7 393       | 49,90       |
| 3                    | Didier Delelis             |             | FN          | 6 374        | 41,61        | 7 393       | 49,90       |
| 4                    | Alexandre Davigny          |             | UDI         | 1 770        | 11,56        |             |             |
| 4                    | Marguerite Déprez-Audebert |             | UDI         | 1 770        | 11,56        |             |             |
| 5                    | Astrid Thorez              |             | FG          | 1 025        | 6,69         |             |             |
| 5                    | Robert Vromaine            |             | FG          | 1 025        | 6,69         |             |             |
|                      |                            |             |             |              |              |             |             |
| Inscrits             | Inscrits                   | Inscrits    | Inscrits    | 31 036       | 100,00       | 31 039      | 100,00      |
| Abstentions          | Abstentions                | Abstentions | Abstentions | 14 921       | 48,08        | 14 901      | 48,01       |
| Votants              | Votants                    | Votants     | Votants     | 16 115       | 51,92        | 16 138      | 51,99       |
| Blancs               | Blancs                     | Blancs      | Blancs      | 538          | 3,34         | 847         | 5,25        |
| Nuls                 | Nuls                       | Nuls        | Nuls        | 260          | 1,61         | 474         | 2,94        |
| Exprimés             | Exprimés                   | Exprimés    | Exprimés    | 15 317       | 95,05        | 14 817      | 91,81       |
| * conseiller sortant |                            |             |             |              |              |             |             |

### Canton d'Étaples
Conseillère sortante: Geneviève Margueritte (UDI)
| Candidats            | Candidats              | Partis      | Partis      | Premier tour | Premier tour | Second tour | Second tour |
| Candidats            | Candidats              | Partis      | Partis      | Voix         | %            | Voix        | %           |
| -------------------- | ---------------------- | ----------- | ----------- | ------------ | ------------ | ----------- | ----------- |
| 1                    | Philippe Fait          |             | UDI         | 5 294        | 44,26        | 7 140       | 62,47       |
| 1                    | Geneviève Margueritte* |             | UDI         | 5 294        | 44,26        | 7 140       | 62,47       |
| 2                    | Élise Filliette        |             | FN          | 3 865        | 32,31        | 4 290       | 37,53       |
| 2                    | Francis Leroy          |             | FN          | 3 865        | 32,31        | 4 290       | 37,53       |
| 3                    | Fanny Benoît           |             | DVG         | 1 733        | 14,49        |             |             |
| 3                    | Stéphane Sagnier       |             | PS          | 1 733        | 14,49        |             |             |
| 4                    | Jean-Paul Hagneré      |             | DVD         | 1 070        | 8,94         |             |             |
| 4                    | Brigitte Siodmak-Péron |             | DVD         | 1 070        | 8,94         |             |             |
|                      |                        |             |             |              |              |             |             |
| Inscrits             | Inscrits               | Inscrits    | Inscrits    | 26 208       | 100,00       | 26 207      | 100,00      |
| Abstentions          | Abstentions            | Abstentions | Abstentions | 13 594       | 51,87        | 13 656      | 52,11       |
| Votants              | Votants                | Votants     | Votants     | 12 614       | 48,13        | 12 551      | 47,89       |
| Blancs               | Blancs                 | Blancs      | Blancs      | 429          | 3,40         | 698         | 5,56        |
| Nuls                 | Nuls                   | Nuls        | Nuls        | 223          | 1,77         | 423         | 3,37        |
| Exprimés             | Exprimés               | Exprimés    | Exprimés    | 11 962       | 94,83        | 11 430      | 91,07       |
| * conseiller sortant |                        |             |             |              |              |             |             |

### Canton de Fruges
Conseiller sortant : Jean-Marie Lubret (DVD)
| Candidats            | Candidats                 | Partis      | Partis      | Premier tour | Premier tour | Second tour | Second tour |
| Candidats            | Candidats                 | Partis      | Partis      | Voix         | %            | Voix        | %           |
| -------------------- | ------------------------- | ----------- | ----------- | ------------ | ------------ | ----------- | ----------- |
| 1                    | Fabien Boitrelle          |             | FN          | 3 985        | 28,54        | 3 522       | 24,02       |
| 1                    | Christelle de Saint-Léger |             | FN          | 3 985        | 28,54        | 3 522       | 24,02       |
| 2                    | Danièle Duhamel           |             | PS          | 4 828        | 34,57        | 5 155       | 35,15       |
| 2                    | Alain Méquignon*          |             | PS          | 4 828        | 34,57        | 5 155       | 35,15       |
| 3                    | Jean-Marie Lubret*        |             | DVD         | 5 152        | 36,89        | 5 987       | 40,83       |
| 3                    | Maïté Massart             |             | DVD         | 5 152        | 36,89        | 5 987       | 40,83       |
|                      |                           |             |             |              |              |             |             |
| Inscrits             | Inscrits                  | Inscrits    | Inscrits    | 23 344       | 100,00       | 23 343      | 100,00      |
| Abstentions          | Abstentions               | Abstentions | Abstentions | 8 562        | 36,68        | 8 189       | 35,08       |
| Votants              | Votants                   | Votants     | Votants     | 14 782       | 63,32        | 15 154      | 64,92       |
| Blancs               | Blancs                    | Blancs      | Blancs      | 504          | 3,41         | 282         | 1,86        |
| Nuls                 | Nuls                      | Nuls        | Nuls        | 313          | 2,12         | 208         | 1,37        |
| Exprimés             | Exprimés                  | Exprimés    | Exprimés    | 13 965       | 94,47        | 14 664      | 96,77       |
| * conseiller sortant |                           |             |             |              |              |             |             |

### Canton d'Harnes
Conseiller sortant : Yvan Druon (PCF)
| Candidats            | Candidats          | Partis      | Partis      | Premier tour | Premier tour | Second tour | Second tour |
| Candidats            | Candidats          | Partis      | Partis      | Voix         | %            | Voix        | %           |
| -------------------- | ------------------ | ----------- | ----------- | ------------ | ------------ | ----------- | ----------- |
| 1                    | Annie Flanquart    |             | UDI         | 1 166        | 7,93         |             |             |
| 1                    | François Rozbroj   |             | UMP         | 1 166        | 7,93         |             |             |
| 2                    | Valérie Delvallez  |             | DVG         | 2 884        | 19,62        |             |             |
| 2                    | Philippe Duquesnoy |             | PS          | 2 884        | 19,62        |             |             |
| 3                    | Valérie Cuvillier  |             | FG          | 3 383        | 23,02        | 6 772       | 47,37       |
| 3                    | Bruno Troni*       |             | FG          | 3 383        | 23,02        | 6 772       | 47,37       |
| 4                    | Marjorie Delonghai |             | EÉLV        | 601          | 4,09         |             |             |
| 4                    | Guillaume Fournier |             | PG          | 601          | 4,09         |             |             |
| 5                    | José Évrard        |             | FN          | 6 662        | 45,33        | 7 524       | 52,63       |
| 5                    | Guylaine Jacquart  |             | FN          | 6 662        | 45,33        | 7 524       | 52,63       |
|                      |                    |             |             |              |              |             |             |
| Inscrits             | Inscrits           | Inscrits    | Inscrits    | 31 272       | 100,00       | 31 272      | 100,00      |
| Abstentions          | Abstentions        | Abstentions | Abstentions | 15 988       | 51,13        | 15 466      | 49,46       |
| Votants              | Votants            | Votants     | Votants     | 15 284       | 48,87        | 15 806      | 50,54       |
| Blancs               | Blancs             | Blancs      | Blancs      | 372          | 2,43         | 704         | 4,45        |
| Nuls                 | Nuls               | Nuls        | Nuls        | 216          | 1,41         | 806         | 5,10        |
| Exprimés             | Exprimés           | Exprimés    | Exprimés    | 14 696       | 96,15        | 14 296      | 90,45       |
| * conseiller sortant |                    |             |             |              |              |             |             |

### Canton d'Hénin-Beaumont-1
Canton créé
| Candidats            | Candidats             | Partis      | Partis      | Premier tour | Premier tour | Second tour | Second tour |
| Candidats            | Candidats             | Partis      | Partis      | Voix         | %            | Voix        | %           |
| -------------------- | --------------------- | ----------- | ----------- | ------------ | ------------ | ----------- | ----------- |
| 1                    | Edmond Bruneel        |             | FG          | 770          | 6,69         |             |             |
| 1                    | Dorothée Fizazi       |             | FG          | 770          | 6,69         |             |             |
| 2                    | Thierry Deneuville    |             | EÉLV        | 748          | 6,50         |             |             |
| 2                    | Marine Tondelier      |             | EÉLV        | 748          | 6,50         |             |             |
| 3                    | Jean-Pierre Corbisez* |             | PS          | 3 489        | 30,30        | 5 654       | 48,16       |
| 3                    | Jeanne-Marie Dubois   |             | DVG         | 3 489        | 30,30        | 5 654       | 48,16       |
| 4                    | Tony Franconville     |             | DVD         | 1 194        | 10,37        |             |             |
| 4                    | Anne-Sophie Taszarek  |             | UDI         | 1 194        | 10,37        |             |             |
| 5                    | Maryse Poulain        |             | FN          | 5 315        | 46,15        | 6 086       | 51,84       |
| 5                    | François Vial         |             | FN          | 5 315        | 46,15        | 6 086       | 51,84       |
|                      |                       |             |             |              |              |             |             |
| Inscrits             | Inscrits              | Inscrits    | Inscrits    | 25 303       | 100,00       | 25 303      | 100,00      |
| Abstentions          | Abstentions           | Abstentions | Abstentions | 13 284       | 52,50        | 12 765      | 50,45       |
| Votants              | Votants               | Votants     | Votants     | 12 019       | 47,50        | 12 538      | 49,55       |
| Blancs               | Blancs                | Blancs      | Blancs      | 300          | 2,50         | 443         | 3,53        |
| Nuls                 | Nuls                  | Nuls        | Nuls        | 203          | 1,69         | 355         | 2,83        |
| Exprimés             | Exprimés              | Exprimés    | Exprimés    | 11 516       | 95,81        | 11 740      | 93,64       |
| * conseiller sortant |                       |             |             |              |              |             |             |

### Canton d'Hénin-Beaumont-2
Canton créé
| Candidats            | Candidats             | Partis      | Partis      | Premier tour | Premier tour | Second tour | Second tour |
| Candidats            | Candidats             | Partis      | Partis      | Voix         | %            | Voix        | %           |
| -------------------- | --------------------- | ----------- | ----------- | ------------ | ------------ | ----------- | ----------- |
| 1                    | Christopher Szczurek  |             | FN          | 6 793        | 49,44        | 7 469       | 53,78       |
| 1                    | Aurélia Beigneux      |             | FN          | 6 793        | 49,44        | 7 469       | 53,78       |
| 2                    | Jean Urbaniak*        |             | MoDem       | 4 000        | 29,11        | 6 420       | 46,22       |
| 2                    | Sabine Van Heghe*     |             | MRC         | 4 000        | 29,11        | 6 420       | 46,22       |
| 3                    | Magali Bruyant        |             | EÉLV        | 746          | 5,43         |             |             |
| 3                    | Samir El Aabbaoui     |             | EÉLV        | 746          | 5,43         |             |             |
| 4                    | Sarah Benkhennous     |             | UMP         | 839          | 6,11         |             |             |
| 4                    | Kévin Petit           |             | UMP         | 839          | 6,11         |             |             |
| 5                    | Édith Bleuzet-Carlier |             | FG          | 1 362        | 9,91         |             |             |
| 5                    | Olivier Fischer       |             | FG          | 1 362        | 9,91         |             |             |
|                      |                       |             |             |              |              |             |             |
| Inscrits             | Inscrits              | Inscrits    | Inscrits    | 30 406       | 100,00       | 30 420      | 100,00      |
| Abstentions          | Abstentions           | Abstentions | Abstentions | 16 135       | 53,07        | 15 794      | 51,92       |
| Votants              | Votants               | Votants     | Votants     | 14 271       | 46,93        | 14 626      | 48,08       |
| Blancs               | Blancs                | Blancs      | Blancs      | 315          | 2,21         | 484         | 3,31        |
| Nuls                 | Nuls                  | Nuls        | Nuls        | 216          | 1,51         | 253         | 1,73        |
| Exprimés             | Exprimés              | Exprimés    | Exprimés    | 13 740       | 96,28        | 13 889      | 94,96       |
| * conseiller sortant |                       |             |             |              |              |             |             |

### Canton de Lens
Canton créé
| Candidats            | Candidats              | Partis      | Partis      | Premier tour | Premier tour | Second tour | Second tour |
| Candidats            | Candidats              | Partis      | Partis      | Voix         | %            | Voix        | %           |
| -------------------- | ---------------------- | ----------- | ----------- | ------------ | ------------ | ----------- | ----------- |
| 1                    | Kamel Ben Azouz        |             | FG          | 1 333        | 10,52        |             |             |
| 1                    | Laurence Zaderatzki    |             | FG          | 1 333        | 10,52        |             |             |
| 2                    | Bruno Cavaco           |             | PS          | 3 355        | 26,48        | 6 165       | 49,47       |
| 2                    | Marie-Paule Ledent*    |             | PS          | 3 355        | 26,48        | 6 165       | 49,47       |
| 3                    | Armelle Gayant-Desprez |             | POC         | 745          | 5,88         |             |             |
| 3                    | Arnaud Pavy            |             | EÉLV        | 745          | 5,88         |             |             |
| 4                    | Ariane Blomme          |             | FN          | 5 438        | 42,92        | 6 298       | 50,53       |
| 4                    | Hugues Sion            |             | FN          | 5 438        | 42,92        | 6 298       | 50,53       |
| 5                    | Pauline Brozek         |             | UMP         | 1 800        | 14,21        |             |             |
| 5                    | Bruno Ducastel         |             | UDI         | 1 800        | 14,21        |             |             |
|                      |                        |             |             |              |              |             |             |
| Inscrits             | Inscrits               | Inscrits    | Inscrits    | 30 378       | 100,00       | 30 378      | 100,00      |
| Abstentions          | Abstentions            | Abstentions | Abstentions | 16 974       | 55,88        | 16 739      | 55,10       |
| Votants              | Votants                | Votants     | Votants     | 13 404       | 44,12        | 13 639      | 44,90       |
| Blancs               | Blancs                 | Blancs      | Blancs      | 494          | 3,69         | 780         | 5,72        |
| Nuls                 | Nuls                   | Nuls        | Nuls        | 239          | 1,78         | 396         | 2,90        |
| Exprimés             | Exprimés               | Exprimés    | Exprimés    | 12 671       | 94,53        | 12 463      | 91,38       |
| * conseiller sortant |                        |             |             |              |              |             |             |

### Canton de Liévin
Canton créé
| Candidats            | Candidats                | Partis      | Partis      | Premier tour | Premier tour | Second tour | Second tour |
| Candidats            | Candidats                | Partis      | Partis      | Voix         | %            | Voix        | %           |
| -------------------- | ------------------------ | ----------- | ----------- | ------------ | ------------ | ----------- | ----------- |
| 1                    | Laurent Duporge*         |             | PS          | 6 510        | 46,20        | 7 879       | 58,99       |
| 1                    | Évelyne Nachel           |             | MRC         | 6 510        | 46,20        | 7 879       | 58,99       |
| 2                    | Fadila Kaci-Abdallah     |             | FG          | 608          | 4,31         |             |             |
| 2                    | Marc Teilliez            |             | FG          | 608          | 4,31         |             |             |
| 3                    | Cécile Bottin            |             | FN          | 4 873        | 34,58        | 5 478       | 41,01       |
| 3                    | Guillaume Kaznowski      |             | FN          | 4 873        | 34,58        | 5 478       | 41,01       |
| 4                    | Stéphanie Rondel         |             | EÉLV        | 631          | 4,48         |             |             |
| 4                    | Julien Wojcieszak        |             | EÉLV        | 631          | 4,48         |             |             |
| 5                    | Frédéric Lamand          |             | UMP         | 1 470        | 10,43        |             |             |
| 5                    | Charlotte Van Waelcappel |             | UMP         | 1 470        | 10,43        |             |             |
|                      |                          |             |             |              |              |             |             |
| Inscrits             | Inscrits                 | Inscrits    | Inscrits    | 29 306       | 100,00       | 29 306      | 100,00      |
| Abstentions          | Abstentions              | Abstentions | Abstentions | 14 574       | 49,73        | 14 976      | 51,10       |
| Votants              | Votants                  | Votants     | Votants     | 14 732       | 50,27        | 14 330      | 48,90       |
| Blancs               | Blancs                   | Blancs      | Blancs      | 430          | 2,92         | 667         | 4,65        |
| Nuls                 | Nuls                     | Nuls        | Nuls        | 210          | 1,43         | 306         | 2,14        |
| Exprimés             | Exprimés                 | Exprimés    | Exprimés    | 14 092       | 95,66        | 13 357      | 93,21       |
| * conseiller sortant |                          |             |             |              |              |             |             |

### Canton de Lillers
Conseiller sortant : Lucien Andriès (PCF)
| Candidats            | Candidats        | Partis      | Partis      | Premier tour | Premier tour | Second tour | Second tour |
| Candidats            | Candidats        | Partis      | Partis      | Voix         | %            | Voix        | %           |
| -------------------- | ---------------- | ----------- | ----------- | ------------ | ------------ | ----------- | ----------- |
| 1                    | Jacques Delaire  |             | FN          | 5 702        | 36,74        | 6 033       | 36,63       |
| 1                    | Karine Haverlant |             | FN          | 5 702        | 36,74        | 6 033       | 36,63       |
| 2                    | Carole Bataille  |             | UMP         | 4 444        | 28,63        | 4 447       | 27,00       |
| 2                    | Benoît Delbecque |             | UMP         | 4 444        | 28,63        | 4 447       | 27,00       |
| 3                    | Carole Dubois    |             | FG          | 5 375        | 34,63        | 5 992       | 36,38       |
| 3                    | René Hocq*       |             | FG          | 5 375        | 34,63        | 5 992       | 36,38       |
|                      |                  |             |             |              |              |             |             |
| Inscrits             | Inscrits         | Inscrits    | Inscrits    | 29 078       | 100,00       | 29 078      | 100,00      |
| Abstentions          | Abstentions      | Abstentions | Abstentions | 12 548       | 43,15        | 11 906      | 40,95       |
| Votants              | Votants          | Votants     | Votants     | 16 530       | 56,85        | 17 172      | 59,05       |
| Blancs               | Blancs           | Blancs      | Blancs      | :638         | 3,86         | 421         | 2,45        |
| Nuls                 | Nuls             | Nuls        | Nuls        | 371          | 2,24         | 279         | 1,62        |
| Exprimés             | Exprimés         | Exprimés    | Exprimés    | 15 521       | 93,90        | 16 472      | 95,92       |
| * conseiller sortant |                  |             |             |              |              |             |             |

### Canton de Longuenesse
Canton créé
| Candidats   | Candidats             | Partis      | Partis      | Premier tour | Premier tour | Second tour | Second tour |
| Candidats   | Candidats             | Partis      | Partis      | Voix         | %            | Voix        | %           |
| ----------- | --------------------- | ----------- | ----------- | ------------ | ------------ | ----------- | ----------- |
| 1           | Jean-Paul Darques     |             | FN          | 4 057        | 32,88        | 4 118       | 32,63       |
| 1           | France Provence       |             | FN          | 4 057        | 32,88        | 4 118       | 32,63       |
| 2           | Christian Coupez      |             | PS          | 3 510        | 28,45        | 3 892       | 30,84       |
| 2           | Michèle Lamal         |             | PS          | 3 510        | 28,45        | 3 892       | 30,84       |
| 3           | Jocelyne Lebas        |             | FG          | 592          | 4,80         |             |             |
| 3           | René Vandenkoornhuyse |             | FG          | 592          | 4,80         |             |             |
| 4           | Rachid Ben Amor       |             | DVD         | 4 180        | 33,88        | 4 611       | 36,53       |
| 4           | Laurence Delaval      |             | DVD         | 4 180        | 33,88        | 4 611       | 36,53       |
|             |                       |             |             |              |              |             |             |
| Inscrits    | Inscrits              | Inscrits    | Inscrits    | 24 039       | 100,00       | 24 040      | 100,00      |
| Abstentions | Abstentions           | Abstentions | Abstentions | 10 979       | 45,67        | 10 952      | 45,56       |
| Votants     | Votants               | Votants     | Votants     | 13 060       | 54,33        | 13 088      | 54,44       |
| Blancs      | Blancs                | Blancs      | Blancs      | 414          | 3,17         | 267         | 2,04        |
| Nuls        | Nuls                  | Nuls        | Nuls        | 307          | 2,35         | 200         | 1,53        |
| Exprimés    | Exprimés              | Exprimés    | Exprimés    | 12 339       | 94,48        | 12 621      | 96,43       |

### Canton de Lumbres
Conseiller sortant : Jean-Claude Leroy (PS)
| Candidats            | Candidats           | Partis      | Partis      | Premier tour | Premier tour | Second tour | Second tour |
| Candidats            | Candidats           | Partis      | Partis      | Voix         | %            | Voix        | %           |
| -------------------- | ------------------- | ----------- | ----------- | ------------ | ------------ | ----------- | ----------- |
| 1                    | Véronique Boitrelle |             | FN          | 4 403        | 30,86        | 5 195       | 39,56       |
| 1                    | Richard Guérit      |             | FN          | 4 403        | 30,86        | 5 195       | 39,56       |
| 2                    | Annie Defosse       |             | UMP         | 3 410        | 23,90        | Retrait     | Retrait     |
| 2                    | Guy Hilmoine        |             | UMP         | 3 410        | 23,90        | Retrait     | Retrait     |
| 3                    | Blandine Drain      |             | PS          | 6 453        | 45,23        | 7 936       | 60,44       |
| 3                    | Jean-Claude Leroy*  |             | PS          | 6 453        | 45,23        | 7 936       | 60,44       |
|                      |                     |             |             |              |              |             |             |
| Inscrits             | Inscrits            | Inscrits    | Inscrits    | 23 620       | 100,00       | 23 618      | 100,00      |
| Abstentions          | Abstentions         | Abstentions | Abstentions | 8 617        | 36,48        | 8 922       | 37,78       |
| Votants              | Votants             | Votants     | Votants     | 15 003       | 63,52        | 14 696      | 62,22       |
| Blancs               | Blancs              | Blancs      | Blancs      | 464          | 3,09         | 1 087       | 7,40        |
| Nuls                 | Nuls                | Nuls        | Nuls        | 273          | 1,82         | 478         | 3,25        |
| Exprimés             | Exprimés            | Exprimés    | Exprimés    | 14 266       | 95,09        | 13 131      | 89,35       |
| * conseiller sortant |                     |             |             |              |              |             |             |

### Canton de Marck
Canton créé
| Candidats            | Candidats                   | Partis      | Partis      | Premier tour | Premier tour | Second tour | Second tour |
| Candidats            | Candidats                   | Partis      | Partis      | Voix         | %            | Voix        | %           |
| -------------------- | --------------------------- | ----------- | ----------- | ------------ | ------------ | ----------- | ----------- |
| 1                    | Nathalie Delcroix-Destampes |             | PS          | 4 246        | 29,67        | 4 516       | 29,81       |
| 1                    | Olivier Majewicz*           |             | PS          | 4 246        | 29,67        | 4 516       | 29,81       |
| 2                    | Jeannine Barbet             |             | FN          | 4 856        | 33,93        | 4 714       | 31,12       |
| 2                    | Roger Dohen                 |             | FN          | 4 856        | 33,93        | 4 714       | 31,12       |
| 3                    | Nicole Chevalier            |             | UMP         | 5 210        | 36,40        | 5 919       | 39,07       |
| 3                    | Pierre-Henri Dumont         |             | UMP         | 5 210        | 36,40        | 5 919       | 39,07       |
|                      |                             |             |             |              |              |             |             |
| Inscrits             | Inscrits                    | Inscrits    | Inscrits    | 27 912       | 100,00       | 27 912      | 100,00      |
| Abstentions          | Abstentions                 | Abstentions | Abstentions | 12 985       | 46,52        | 12 332      | 44,18       |
| Votants              | Votants                     | Votants     | Votants     | 14 927       | 53,48        | 15 580      | 55,82       |
| Blancs               | Blancs                      | Blancs      | Blancs      | 400          | 2,68         | 265         | 1,70        |
| Nuls                 | Nuls                        | Nuls        | Nuls        | 215          | 1,44         | 166         | 1,07        |
| Exprimés             | Exprimés                    | Exprimés    | Exprimés    | 14 312       | 95,88        | 15 149      | 97,23       |
| * conseiller sortant |                             |             |             |              |              |             |             |

### Canton de Nœux-les-Mines
Conseiller sortant : Jacques Villedary (PS)
| Candidats            | Candidats             | Partis      | Partis      | Premier tour | Premier tour | Second tour | Second tour |
| Candidats            | Candidats             | Partis      | Partis      | Voix         | %            | Voix        | %           |
| -------------------- | --------------------- | ----------- | ----------- | ------------ | ------------ | ----------- | ----------- |
| 1                    | Maïté Lecat           |             | FN          | 6 232        | 42,50        | 6 801       | 46,02       |
| 1                    | Bruno Vallet          |             | FN          | 6 232        | 42,50        | 6 801       | 46,02       |
| 2                    | Marino Birambaux      |             | DVD         | 2 189        | 14,93        |             |             |
| 2                    | Annie Delannoy-Jumetz |             | UDI         | 2 189        | 14,93        |             |             |
| 3                    | Michel Dagbert*       |             | PS          | 6 243        | 42,57        | 7 977       | 53,98       |
| 3                    | Karine Gauthier       |             | PS          | 6 243        | 42,57        | 7 977       | 53,98       |
|                      |                       |             |             |              |              |             |             |
| Inscrits             | Inscrits              | Inscrits    | Inscrits    | 31 337       | 100,00       | 31 637      | 100,00      |
| Abstentions          | Abstentions           | Abstentions | Abstentions | 15 838       | 50,54        | 15 718      | 49,68       |
| Votants              | Votants               | Votants     | Votants     | 15 499       | 49,46        | 15 919      | 50,32       |
| Blancs               | Blancs                | Blancs      | Blancs      | 539          | 3,48         | 790         | 4,96        |
| Nuls                 | Nuls                  | Nuls        | Nuls        | 296          | 1,91         | 351         | 2,20        |
| Exprimés             | Exprimés              | Exprimés    | Exprimés    | 14 664       | 94,61        | 14 778      | 92,83       |
| * conseiller sortant |                       |             |             |              |              |             |             |

### Canton d'Outreau
Conseiller sortant : Julien Ledoux (PS)
| Candidats            | Candidats            | Partis      | Partis      | Premier tour | Premier tour | Second tour | Second tour |
| Candidats            | Candidats            | Partis      | Partis      | Voix         | %            | Voix        | %           |
| -------------------- | -------------------- | ----------- | ----------- | ------------ | ------------ | ----------- | ----------- |
| 1                    | Annie Brunet         |             | PS          | 4 085        | 28,32        | 7 105       | 55,26       |
| 1                    | Sébastien Chochois   |             | PS          | 4 085        | 28,32        | 7 105       | 55,26       |
| 2                    | Jean-Claude Juda*    |             | FG          | 2 044        | 14,17        |             |             |
| 2                    | Malika Manidren      |             | FG          | 2 044        | 14,17        |             |             |
| 3                    | Daniel Gest          |             | FN          | 4 601        | 31,90        | 5 752       | 44,74       |
| 3                    | Christine Matringhem |             | FN          | 4 601        | 31,90        | 5 752       | 44,74       |
| 4                    | Jean-Pierre Pont     |             | UDI         | 3 694        | 25,61        |             |             |
| 4                    | Béatrice Renoux      |             | DVD         | 3 694        | 25,61        |             |             |
|                      |                      |             |             |              |              |             |             |
| Inscrits             | Inscrits             | Inscrits    | Inscrits    | 30 064       | 100,00       | 30 086      | 100,00      |
| Abstentions          | Abstentions          | Abstentions | Abstentions | 14 872       | 49,47        | 15 470      | 51,42       |
| Votants              | Votants              | Votants     | Votants     | 15 192       | 50,53        | 14 616      | 48,58       |
| Blancs               | Blancs               | Blancs      | Blancs      | 465          | 3,06         | 1 353       | 9,26        |
| Nuls                 | Nuls                 | Nuls        | Nuls        | 303          | 1,99         | 406         | 2,78        |
| Exprimés             | Exprimés             | Exprimés    | Exprimés    | 14 424       | 94,94        | 12 857      | 87,97       |
| * conseiller sortant |                      |             |             |              |              |             |             |

### Canton de Saint-Omer
Canton créé
| Candidats            | Candidats            | Partis      | Partis      | Premier tour | Premier tour |
| Candidats            | Candidats            | Partis      | Partis      | Voix         | %            |
| -------------------- | -------------------- | ----------- | ----------- | ------------ | ------------ |
| 1                    | Évelyne Largillière  |             | FG          | 596          | 4,53         |
| 1                    | Didier Talleux       |             | FG          | 596          | 4,53         |
| 2                    | Quentin Bourgeois    |             | FN          | 3 551        | 27,01        |
| 2                    | Muriel Faghel        |             | FN          | 3 551        | 27,01        |
| 3                    | Léon Leclercq        |             | UMP         | 2 037        | 15,50        |
| 3                    | Faustine Maliar      |             | UMP         | 2 037        | 15,50        |
| 4                    | Bertrand Petit*      |             | PS          | 6 962        | 52,96        |
| 4                    | Sophie Warot-Lemaire |             | PS          | 6 962        | 52,96        |
|                      |                      |             |             |              |              |
| Inscrits             | Inscrits             | Inscrits    | Inscrits    | 24 893       | 100,00       |
| Abstentions          | Abstentions          | Abstentions | Abstentions | 11 145       | 44,77        |
| Votants              | Votants              | Votants     | Votants     | 13 748       | 55,23        |
| Blancs               | Blancs               | Blancs      | Blancs      | 402          | 2,92         |
| Nuls                 | Nuls                 | Nuls        | Nuls        | 200          | 1,45         |
| Exprimés             | Exprimés             | Exprimés    | Exprimés    | 13 146       | 95,62        |
| * conseiller sortant |                      |             |             |              |              |

### Canton de Saint-Pol-sur-Ternoise
Conseiller sortant : Maurice Louf (PS)
| Candidats   | Candidats        | Partis      | Partis      | Premier tour | Premier tour | Second tour | Second tour |
| Candidats   | Candidats        | Partis      | Partis      | Voix         | %            | Voix        | %           |
| ----------- | ---------------- | ----------- | ----------- | ------------ | ------------ | ----------- | ----------- |
| 1           | Claude Bachelet  |             | UMP         | 4 846        | 35,42        | 7 238       | 55,15       |
| 1           | Ginette Beugnet  |             | UDI         | 4 846        | 35,42        | 7 238       | 55,15       |
| 2           | Martine Leblanc  |             | DVG         | 3 402        | 24,86        | Retrait     | Retrait     |
| 2           | Mickaël Poillion |             | PS          | 3 402        | 24,86        | Retrait     | Retrait     |
| 3           | Olivier Delbé    |             | FN          | 5 434        | 39,72        | 5 887       | 44,85       |
| 3           | Catherine Rzepa  |             | FN          | 5 434        | 39,72        | 5 887       | 44,85       |
|             |                  |             |             |              |              |             |             |
| Inscrits    | Inscrits         | Inscrits    | Inscrits    | 24 539       | 100,00       | 24 536      | 100,00      |
| Abstentions | Abstentions      | Abstentions | Abstentions | 9 941        | 40,51        | 9 938       | 40,50       |
| Votants     | Votants          | Votants     | Votants     | 14 598       | 59,49        | 14 598      | 59,50       |
| Blancs      | Blancs           | Blancs      | Blancs      | 583          | 3,99         | 909         | 6,23        |
| Nuls        | Nuls             | Nuls        | Nuls        | 333          | 2,28         | 564         | 3,86        |
| Exprimés    | Exprimés         | Exprimés    | Exprimés    | 13 682       | 93,73        | 13 125      | 89,91       |

### Canton de Wingles
Conseiller sortant : Didier Hiel (PS)
| Candidats            | Candidats            | Partis      | Partis      | Premier tour | Premier tour | Second tour | Second tour |
| Candidats            | Candidats            | Partis      | Partis      | Voix         | %            | Voix        | %           |
| -------------------- | -------------------- | ----------- | ----------- | ------------ | ------------ | ----------- | ----------- |
| 1                    | Manuella Cavaco      |             | PS          | 3 633        | 24,81        | 6 881       | 47,79       |
| 1                    | Didier Hiel*         |             | PS          | 3 633        | 24,81        | 6 881       | 47,79       |
| 2                    | Christian Champiré   |             | FG          | 1 832        | 12,51        |             |             |
| 2                    | Sylvie Dupuis        |             | FG          | 1 832        | 12,51        |             |             |
| 3                    | Grégory Hober        |             | EÉLV        | 1 148        | 7,84         |             |             |
| 3                    | Christine Stievenard |             | EÉLV        | 1 148        | 7,84         |             |             |
| 4                    | Daisy Duveau         |             | FN          | 6 603        | 45,09        | 7 516       | 52,21       |
| 4                    | Antoine Ibba         |             | FN          | 6 603        | 45,09        | 7 516       | 52,21       |
| 5                    | Stéphane Bonte       |             | UDI         | 1 429        | 9,76         |             |             |
| 5                    | Myriam Wonterghem    |             | UMP         | 1 429        | 9,76         |             |             |
|                      |                      |             |             |              |              |             |             |
| Inscrits             | Inscrits             | Inscrits    | Inscrits    | 31 480       | 100,00       | 31 480      | 100,00      |
| Abstentions          | Abstentions          | Abstentions | Abstentions | 16 143       | 51,28        | 16 009      | 50,85       |
| Votants              | Votants              | Votants     | Votants     | 15 337       | 48,72        | 15 471      | 49,15       |
| Blancs               | Blancs               | Blancs      | Blancs      | 422          | 2,75         | 620         | 4,01        |
| Nuls                 | Nuls                 | Nuls        | Nuls        | 270          | 1,76         | 454         | 2,93        |
| Exprimés             | Exprimés             | Exprimés    | Exprimés    | 14 645       | 95,49        | 14 397      | 93,06       |
| * conseiller sortant |                      |             |             |              |              |             |             |